# 大洋洲历史
大洋洲歷史包括澳大利亞、紐西蘭、巴布亞新幾內亞、斐濟以及其他太平洋島國的歷史。

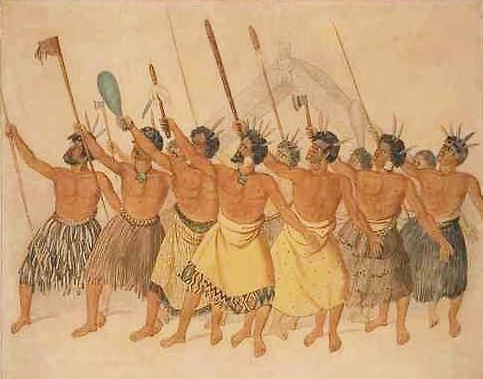
毛利舞, 大約繪於1850年。毛利舞是紐西蘭毛利人的傳統表演藝術，過去毛利人各族在開戰前表演戰舞，借以恫嚇對方。

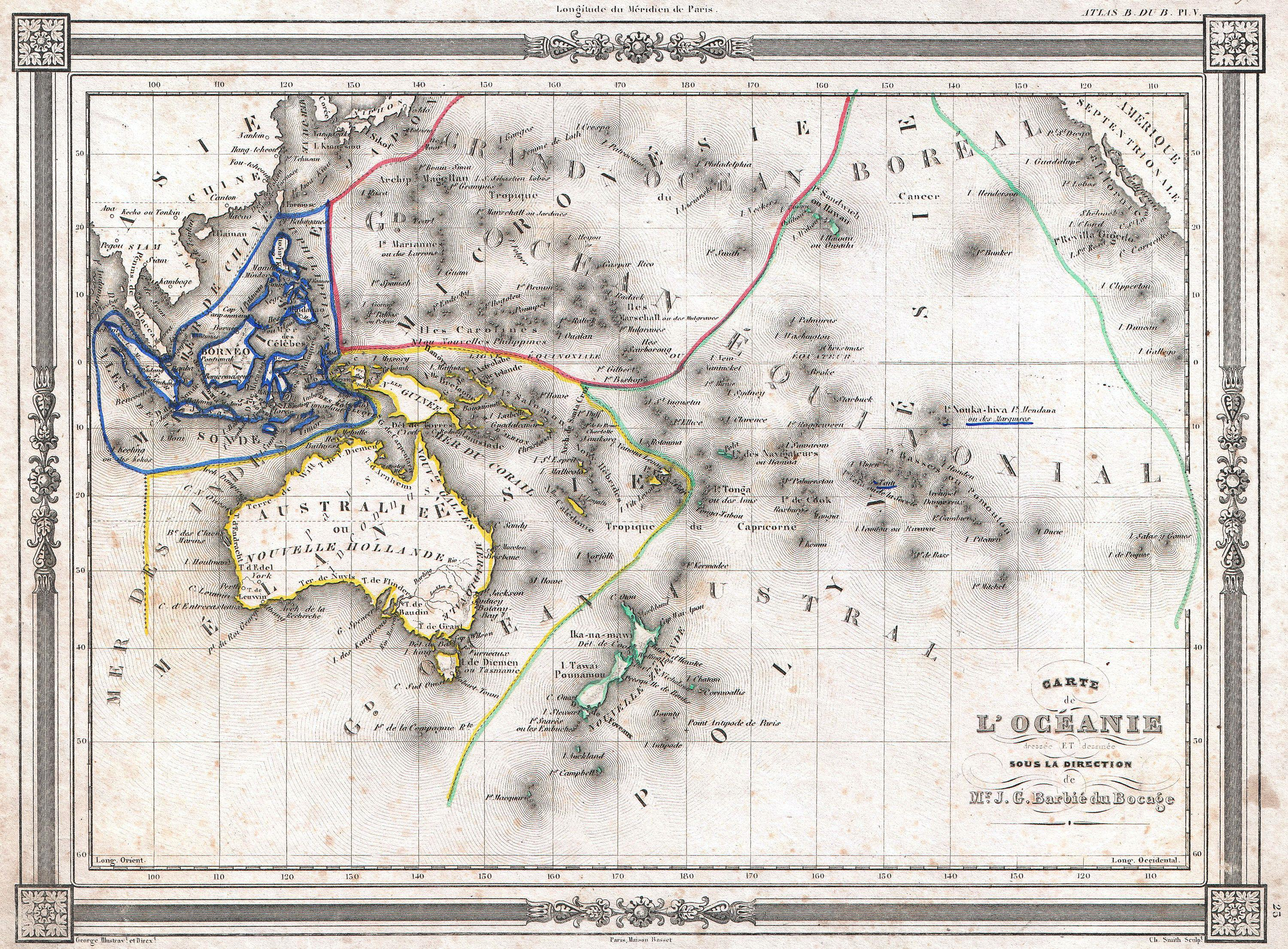
太平洋的地圖，包括玻利尼西亞、密克羅尼西亞、美拉尼西亞和馬來西亞。
1852年，J. G. 芭比.小林繪圖

## 史前時期
十六世紀歐洲人抵達大洋洲前，大洋洲的原住民仍處於新石器時代，因為沒有文字使用，沒有詳實的歷史。

### 澳洲
澳洲原住民(Indigenous Australians)居住在澳洲大陸與其附近的島嶼上。在四万至六万年前这段时期抵達澳洲，7萬年前，澳洲原住民從非洲遷徙到亞洲當時正值冰河時期，海平面下降，澳洲原住民可以乘獨木舟到達澳洲。
目前發現最早的人類遺骸是蒙哥人，大約有4萬年歷史。但澳洲原住民到達的時間仍有爭議，甚至可追溯到12.5萬年前。
托雷斯海峽島民(Torres Strait Islanders)居住在澳洲北方的托雷斯海峽群島。他們抵達的時間比澳洲原住民晚了許多，正確的時間並沒有定論，但可以知道的是，最早的考古遺跡可追溯到2500年前。另外，他們的血統也和澳洲原住民不同，澳洲原住民是澳洲人種，托雷斯海峽島民是美拉尼西亞人種。
1606年，荷蘭航海員威廉·楊森(Willem Janszoon或Willem Jansz,1570-1630)從新幾內亞航行到了澳洲的昆蘭士州，並在此地與澳洲原住民進行了第一次有紀錄的接觸。

### 南島語族

南島語族的拓展地圖

南島語族是使用南島語系的民族，包括約1300種語言。其分佈主要位於南太平洋群島，包括馬來群島、菲律賓、越南南部、台灣、馬達加斯加,東達南美洲西方的復活節島，西到東非洲外海的馬達加斯加島，南抵新西蘭。總人口數大約兩億五千萬，絕大多數居住在東南亞的菲律賓、印尼、馬來西亞，至於新幾內亞以東的太平洋島嶼有一百多萬人。
關於南島語族的起源有以下說法:
- 巽他大陸起源說:由史蒂芬·歐本海默(Stephen Oppenheimer)提出。巽他大陸起源說認為，冰河期的東南亞由於海平面比現在低，爪哇島、蘇門答臘島與馬來半島連在一起，形成巽他大陸，為亞洲的延伸。但在間冰期，海平面上升，淹沒這個區域。這個區域的居民被迫離開，形成南島語族。

- 出台灣假說：此假說認為，由亞洲大陸移居至台灣的族群，在台灣形成了南島語系，之後沿著島嶼，逐步擴展到太平洋各地。

根據贝尔伍德（Bellwood）的研究，南島民族是由亞洲大陸而來，可能與侗傣（Kam-Tai）民族或南亞（Austroasiatic）民族原是一家，大約6000年前分家到台灣。大約5000年前，才開始從台灣南下擴散到菲律賓群島，主要是北部呂宋一帶。約4500年前到達婆羅洲、印尼東部。然後往東、西兩方擴散，東至馬里亞那群島（關島、塞班島一帶），也到了南太平洋部份地區，往西到馬來半島、蘇門答臘等，時間約在3200年前。下一步才擴散到中太平洋美拉尼西亞區域的加洛林群島一帶。約在公元300年往東到玻里尼西亞。今天在新西蘭的毛利族（Maori），是最晚的移民，約在公元800年。

### 美拉尼西亞

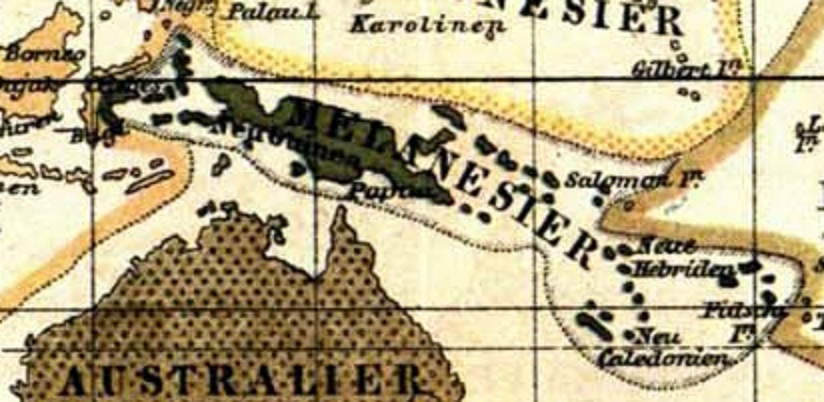
美拉尼西亞人的分佈

美拉尼西亞最早的居民可能是巴布亞人。他們來自東南亞，最遠到達所羅門群島。約3,000年前，南島語族已活動在新幾內亞北海岸和東北方的島嶼。他們與巴布亞人接觸。
20世紀末的一些理論試圖從基因、語言、考古與文化等方面解釋這段期間兩者的交互影響。
凱瑟(Kayser)等人認為，有很小部分的人(使用南島語系的人)離開新幾內亞並往東成為玻里尼西亞人的祖先。然而，2008年天普大學的遺傳研究反駁此說法。從952名太平洋居民當中的超過800個基因標記顯示，美拉尼西亞人在基因上與玻里尼西亞人和密克羅尼西亞人沒有太大的關連，而且，這兩個族群與台灣原住民有更強的基因聯繫。這個結果支持"特快車理論"，玻里尼西亞人與密克羅尼西亞人的祖先乘著他們發展的獨木舟，從東亞以很快的速度經過菲律賓、新幾內亞與美拉尼西亞，最後到達他們現在的居住地。他們在美拉尼西亞留下很少的基因證據。

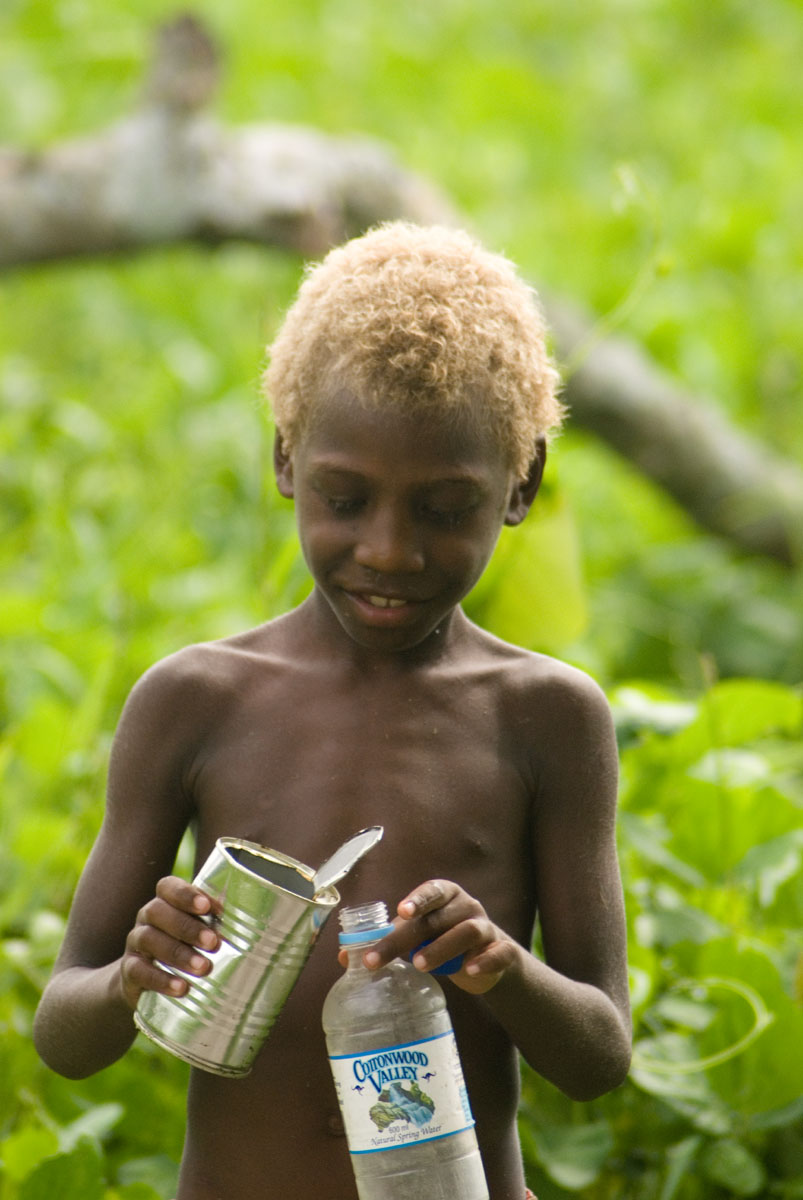
瓦努阿圖的男孩

研究發現，美拉尼西亞人在基因上有一定比率的分歧。這是由於居民互相隔離數千、甚至數萬年的結果。
20世紀後期，隨著DNA的分析，越來越多的人種被發現。根據斯萬帕博對傑尼索娃人的基因研究，他在2010年發現新的古人類種—丹尼索瓦人，他認為美拉尼西亞人的祖先曾與丹尼索瓦人在亞洲混種過，證據在於新幾內亞人與丹尼索瓦人共享4.8%的基因，這表明了混種過程的存在。
丹尼索瓦人被認為是尼安德特人的表親，他們同樣離開了非洲大陸，尼安德特人向北前往歐洲，而丹尼索瓦人在40萬年前向東進發。這根據於西伯利亞發現的化石的遺傳證據。
一些美拉尼西亞人是少數擁有金髮的非歐洲民族。

### 密克羅尼西亞
雖然對於最初的移民時間點有所爭議，密克羅西亞早在數千年前就有人類定居。由於考古常受限於規模、建築格局與風暴破壞，因此，很多證據是基於語言學分析。
目前發現最早的考古遺跡在塞班島，可追溯至公元前1500年或再稍早。密克羅尼西亞的祖先在超過4,000年前開始定居。原本的分散酋長型社會演變成經濟與宗教更集中的密克羅尼西亞帝國，中心位於雅蒲島與波納佩。 目前很多密克羅尼西亞島嶼，如雅蒲島，的史前史並未被全面了解。

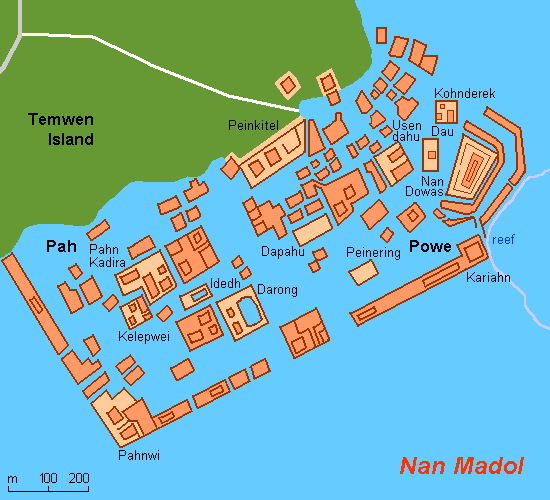
南马都尔中心区域

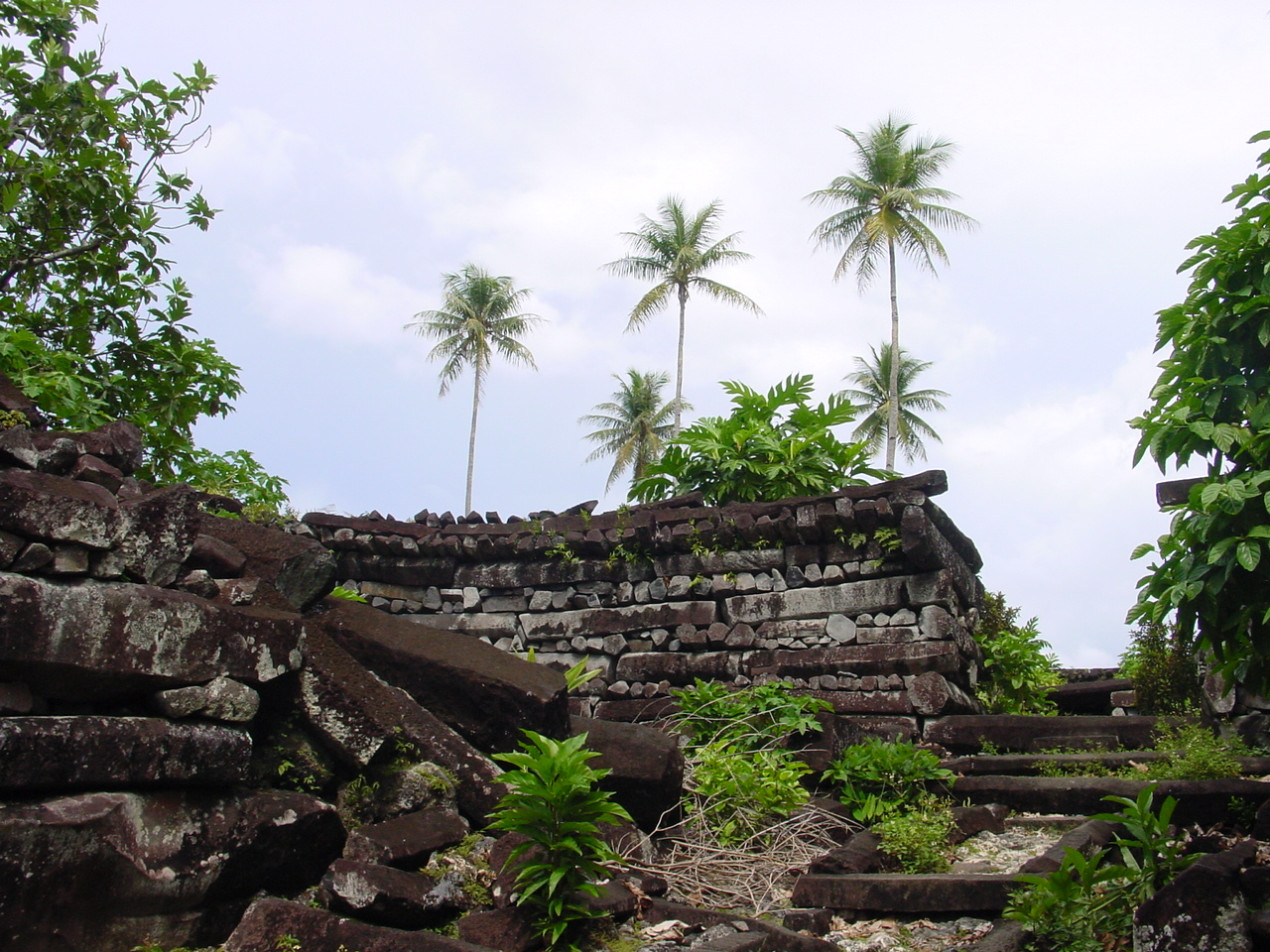
南马都尔，绍德雷尔王朝的首都

波纳佩殖民前的歷史可分為三個時期: Mwehin Kawa或Mwehin Aramas(建設期或定居期,約1100年前);紹德雷爾王朝(約1100到1628年);Nahnmwarki制度時期(約1628到1885年)。
波纳佩島的傳說描述:第一個在波佩那建立政府的紹德雷爾王朝(Saudeleur)是外來的，這些統治者採行絕對專制並壓迫當地好幾代的人民。
毫無節制的索求以及對波纳佩人的神明不敬，漸漸在波納佩人之間散播起不滿與怨恨。紹德雷爾王朝最後亡於伊索克勒克(Isokelekel，一名半神話的英雄戰士)的入侵，而伊索克勒克採行的分散式部落首領制度一直延續至今。伊索克勒克被認為是社會制度"nahnmwarki"的創造者與現代波纳佩人的祖先。
南馬都爾的最有特色的巨石建築早從公元1200年左右就開始建造，這些建築的石材可能是從波纳佩島的採石場運來，不過目前沒有確切證據。南馬都爾位於泰蒙島近海，以及波納佩島的海岸線上，由一系列的人工島與運河組成，又常被稱為「太平洋上的威尼斯」。它也是紹德雷爾王朝的首都，治理約25,000的波納佩人。伊索克勒克和他的後裔最初曾占領這個石城，但後來放棄了。
西元前4000到2000年，北馬里亞納群島的先民首先從東南亞搬到密克羅尼西亞的島嶼上，他們後來被稱為查莫羅人，使用南島語系之一的查莫羅語。查莫羅人的祖先留下了一些巨石遺跡，其中包括拉堤石(Latte stone)。
卡若蘭人在19世紀從加羅林群島來到密可羅尼西亞。前2千紀期間密克羅尼西亞人逐漸定居在馬紹爾群島，島內居民使用棒圖(stick chart)作為航海前的規劃工具。

### 玻里尼西亞
波利尼西亞是北至夏威夷、南抵紐西蘭、東到復活節群島的區域。
依語言學、考古學與人類遺傳學的研究，玻里尼西亞人應為南島語族的一個分支。大約公元前3000至1000年之間，南島語族開始從台灣散佈到東南亞群島。
大約公元前1400年，喇匹塔人出現在出現在俾斯麥群島。在移出台灣後，這個文化已經適應了當地的環境，他們不再種植水稻，而以諸如薯芋、麵包樹、椰子和香蕉為食。該文化叢的最東的考古遺跡在烏波盧島的薩摩亞，現場發現4,288片陶器碎片，碳14定年法的結果可追溯到公元前1000年。2010年的研究將波利尼西亞的人類考古順序的開端設在公元前900年的東加，因為1989年與2010年之間的放射性定年法的技術差異，東加的遺址顯然早於薩摩亞遺址幾十年。大約西元前1300到900年之間，喇匹塔文化從俾斯麥群島向東擴散，最遠甚至到達斐濟、東加和薩摩亞。
東加、斐濟、薩摩亞地區是通往波利尼西亞的門戶。早期歐洲探險者的記錄下的古東加神話提到，'Ata和湯加塔布島是最先被毛伊島從深海拉抬出來的島嶼。

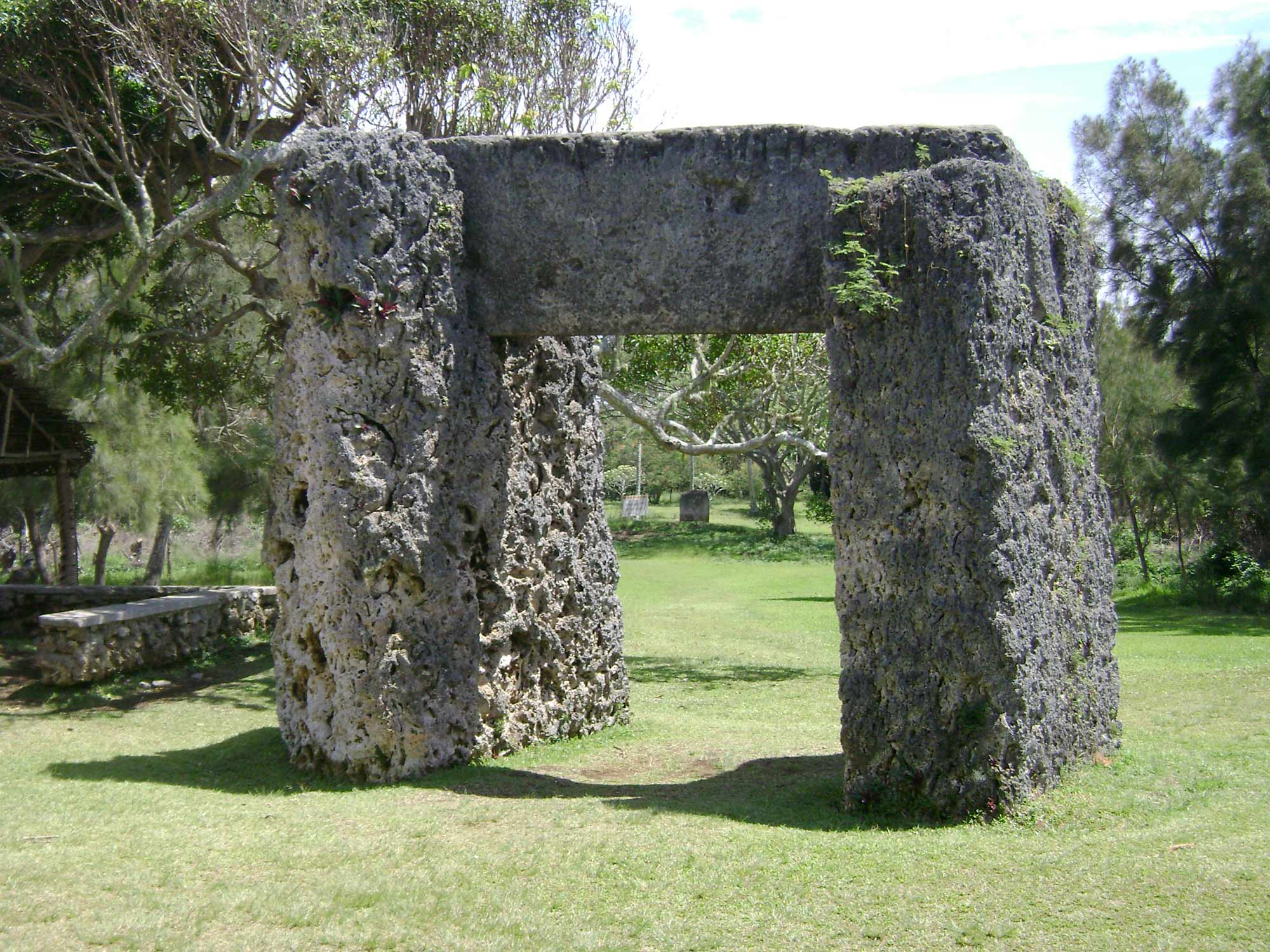
Ha'amonga 'a Maui 是湯加塔布島上的巨石牌坊。它由每塊至少30-40噸的珊瑚石灰磚構成。它是13世紀初，11th Tui Tonga Tuitātui在位時期建造的。

圖依湯加帝國的擴張可追溯至公元950年，並在1200年-1500年到達其巔峰。現代考古學、人類學和語言學的研究證實了湯加文化的廣大影響力發生在東瓦利斯島、羅圖馬、富圖納群島、薩摩亞群島、紐埃、部分的密克羅尼西亞（基里巴斯，波納佩州）、瓦努阿圖、新喀裡多尼亞以及洛亞蒂群島。一些學者傾向於使用"海上酋邦"，但亦有人認為，使用"帝國"一詞雖然不同於往例，卻可能是最方便的詞。
陶器藝術品顯示，斐濟人在大約3500 B.C 到1000B.C 開始定居斐濟。據信，拉皮塔人或波利尼西亞人的祖先應是最先定居在斐濟的，但並十分確定他們在密克羅尼西亞人來之後發生了什麼事，他們可能對新文化有所影響，而考古證據顯示他們可能搬往東加、薩摩亞，甚至夏威夷。斐濟最初的定居起因於大約5000年前的西方遠航貿易。拉皮塔人的陶器碎片在斐濟的全國各地被挖掘到。斐濟人在文化方面與西太平洋的美拉尼西亞相似，但與更古老的波利尼西亞文化有更強的關聯。橫跨東西1000公里，斐濟是擁有許多語言的國家。它的歷史不只是定居，還有著流動性。
幾個世紀以來，斐濟發展出獨特的文化。部族之間的戰爭和食人相當猖獗甚至是日常生活中的一部分。在以後的幾個世紀中，兇殘的食人習俗使歐洲的水手們鮮少經過斐濟附近海域，並且將斐濟名為食人群島;其結果是，斐濟因此成了世界所未知的神秘地方。

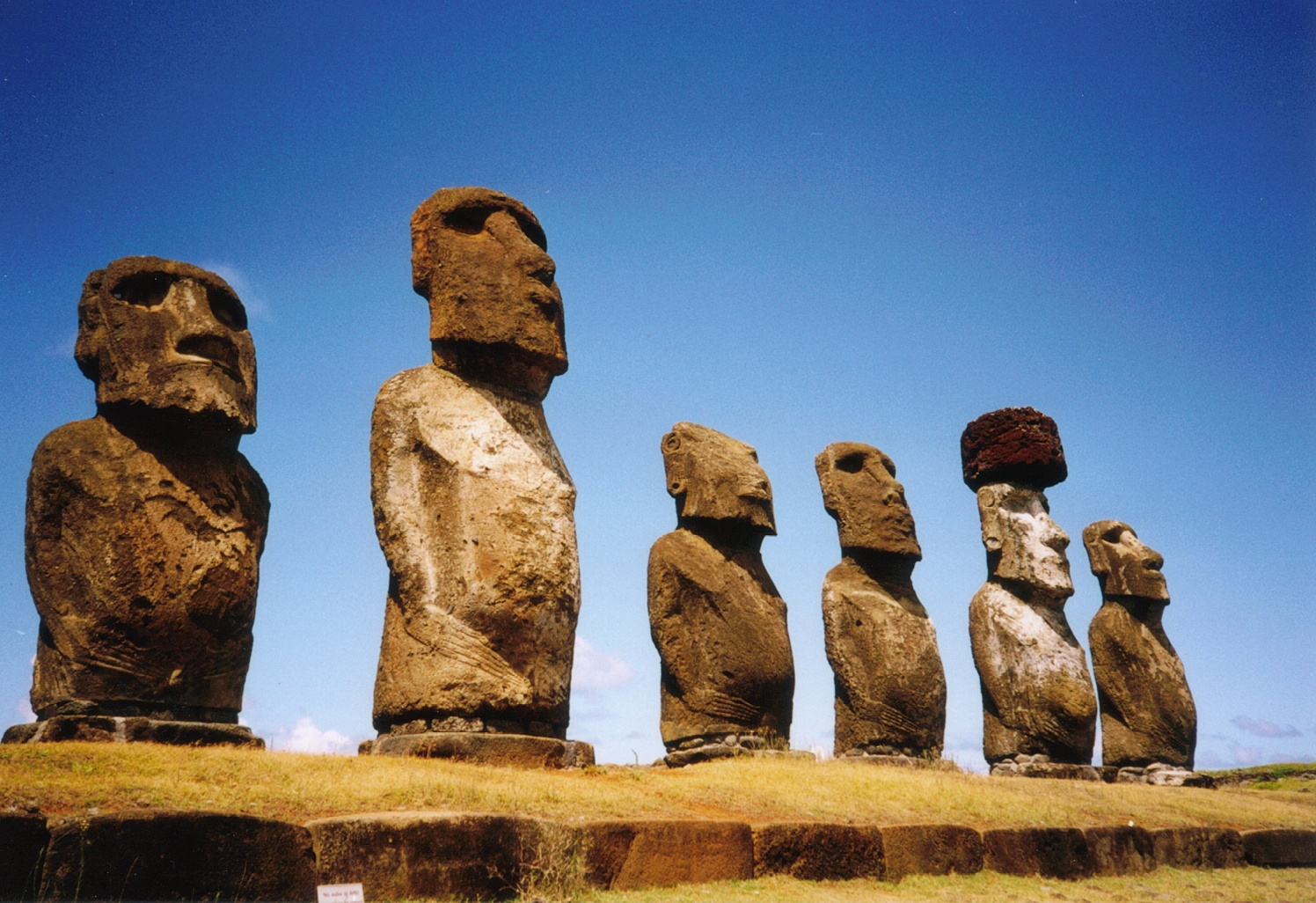
復活節島上的艾摩石像。

早期復活節島的歐洲訪客記錄下了當地人的對原定居者的口述傳說。傳說提到：酋長Hotu Matu'a與他的妻子和家族搭乘一或兩艘大型獨木舟來到這座小島。他們被認為是波利尼西亞人，然而這個傳說與其時間點有極大的不確定性。
已發表的文獻建議將復活節島的定居時間點設在300-400 CE左右，大約是夏威夷最早的定居時間。然而一些科學家指出復活節島在700-800 CE之前是沒有人居住的。這個時間範圍是基於語言年代學，還有三次對毀林產生的木炭進行定年的結果。
此外，一項碳定年的研究結果認為島嶼的定居大約發生在1200年。 這結果與一份2006年的研究的伐林開始時間大致相符合。現在已滅絕的棕櫚種Paschalococos disperta（即复活节岛棕榈）是化石證據的主要樹種之一，智利酒棕榈曾與它同屬;這個物種僅存在在復活節島，由於早期居民的伐林而滅絕。

## 歐洲人的到來與探勘 (自十六世紀)

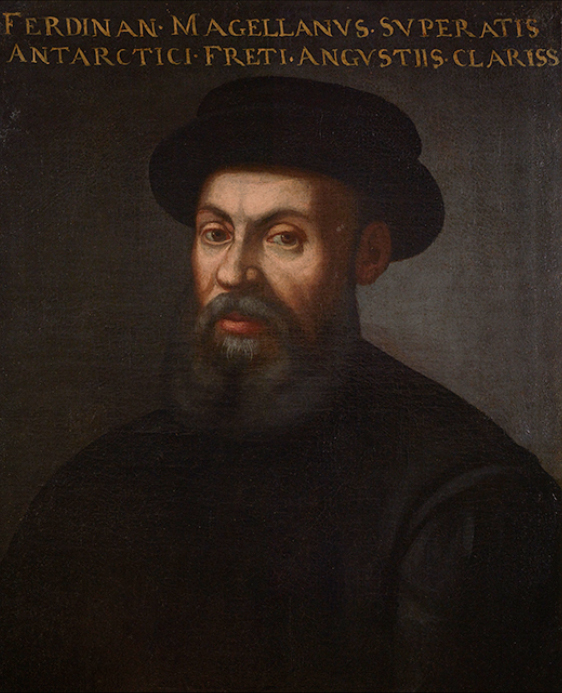
費迪南德·麥哲倫

### 麥哲倫

麥哲倫的航程。麥哲倫死於菲律賓後，胡安·塞巴斯蒂安·埃爾卡諾駕著維多利亞號繼續航行，並完成環繞地球的壯舉。

欧洲人从16世纪开始探索大洋洲。1519年，麦哲伦在南美洲的东海岸航行，並駛過以他命名的麥哲倫海峽。1520年11月28日，麥哲倫驶入太平洋。他接著往北航行，然後乘著信風到達菲律賓，並在當地遭到殺害。兩艘船之一的維多利亞號繼續向西橫越印度洋，另一艘特立尼達號則試圖返回墨西哥，不過因為沒有信風幫助，最後到達東印度群島。麦哲伦完成了全球第一次环球航行，并发现了马里亚纳群岛和太平洋其他岛屿。

44年後的1565年，安德烈斯·德烏達內塔發現一個能回到美洲的可靠風系。從那時起一直到1815年，馬尼拉大帆船每年載著墨西哥的白銀橫越太平洋，與菲律賓居民交換香料和瓷器。在庫克船長的航行之前，這是唯一一艘大型船隻定期穿越太平洋。而這條航線也僅為商業貿易，沒有更深入的向南北探索。1668年，西班牙首先在關島建立殖民地，以做為帆船西行的休息站。

### 阿貝爾·塔斯曼

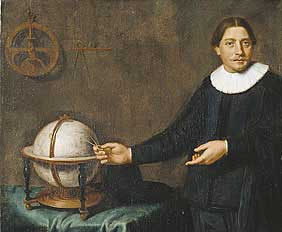
阿貝爾·塔斯曼

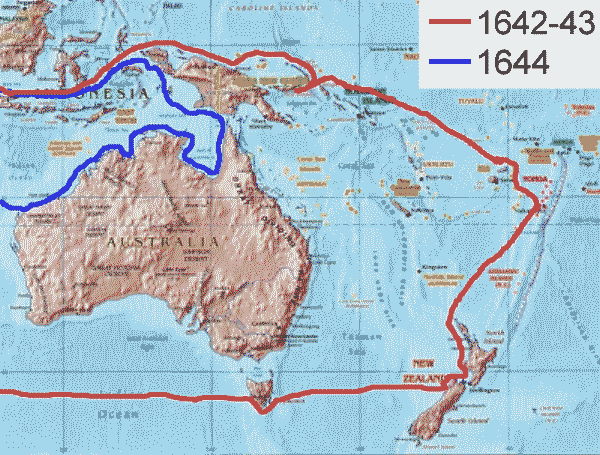
阿貝爾·塔斯曼的兩次航行路線。

阿貝爾·塔斯曼是目前所知第一個到達塔斯马尼亚岛（当时被大多数欧洲人称为：Van Diemen's Land)、紐西蘭，並看見斐濟的歐洲探險家。他的領航員François Visscher和商人Isaack Gilsemans繪製了關於澳洲、紐西蘭、東加和斐濟群島的大量繪畫與地圖。
1642年11月24日，塔斯曼看見麥格理港北部(位於塔斯馬尼亞島西海岸)。他以荷屬東印度群島的總督安东尼·范·迪门的名字將此地稱為Van Diemen's Land，並在1642年12月3日正式宣布擁有塔斯馬尼亞島的土地所有權。

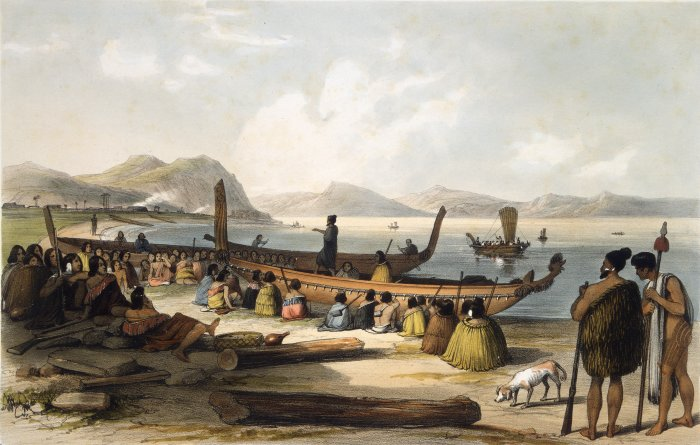
納瓦里諾海戰,地點:群島灣，1827–8

經過一些探索後，塔斯曼原本打算轉向北方，然而風向不利於他。12月13日，他們首次、同時也是歐洲人的第一次，看見紐西蘭南岛的西海岸。 塔斯曼將它命名為斯塔滕岛，並假設其為南美洲末端的一个岛屿（今阿根廷的艾斯塔多岛）相连。
塔斯曼繼續向北，之後往東。他為了取水稍做停歇，不過其中一艘船因此遭到毛利人攻擊，毛利人乘坐瓦卡戰船(waka,雙殼獨木舟)帶著mere(一種武器)包圍船艦，結果三名荷人被殺，一名傷重不治。
塔斯曼起錨駛離港灣，過程中再次遭到攻擊，這次是11艘瓦卡。塔斯曼與船員開火攻擊試圖靠近的瓦卡。
考古學研究顯示，當時塔斯曼試圖登陸的地點可能是毛利人的主要農業區，毛利人可能是為了保護它而發動攻擊。
塔斯曼將此地命名為Murderers' Bay(現在稱為Golden Bay)並繼續向北航行。在庫克海峽，他誤認其為海灣，並把它名為Zeehaen's Bight。
兩個他命名的紐西蘭地名，Cape Maria van Diemen和三王群島直到現在還在使用。不過Kaap Pieter Boreels在125年後由庫克船長重新命名為埃格蒙特海角。

1643年1月20日，回巴達維亞的途中，塔斯曼發現東加群島。在經過斐濟群島時，船隻差點撞上群島東北方的礁石。他繪製了瓦努阿島的東端以及Cikobia，之後進入開放海域。最後他向西北航行，並在1643年6月15日抵達巴達維亞。
直到一百多年後，詹姆斯·庫克的航行之前，塔斯馬尼亞和紐西蘭未再有歐洲人到訪。澳洲曾有歐洲人來過，但大部分只是意外。

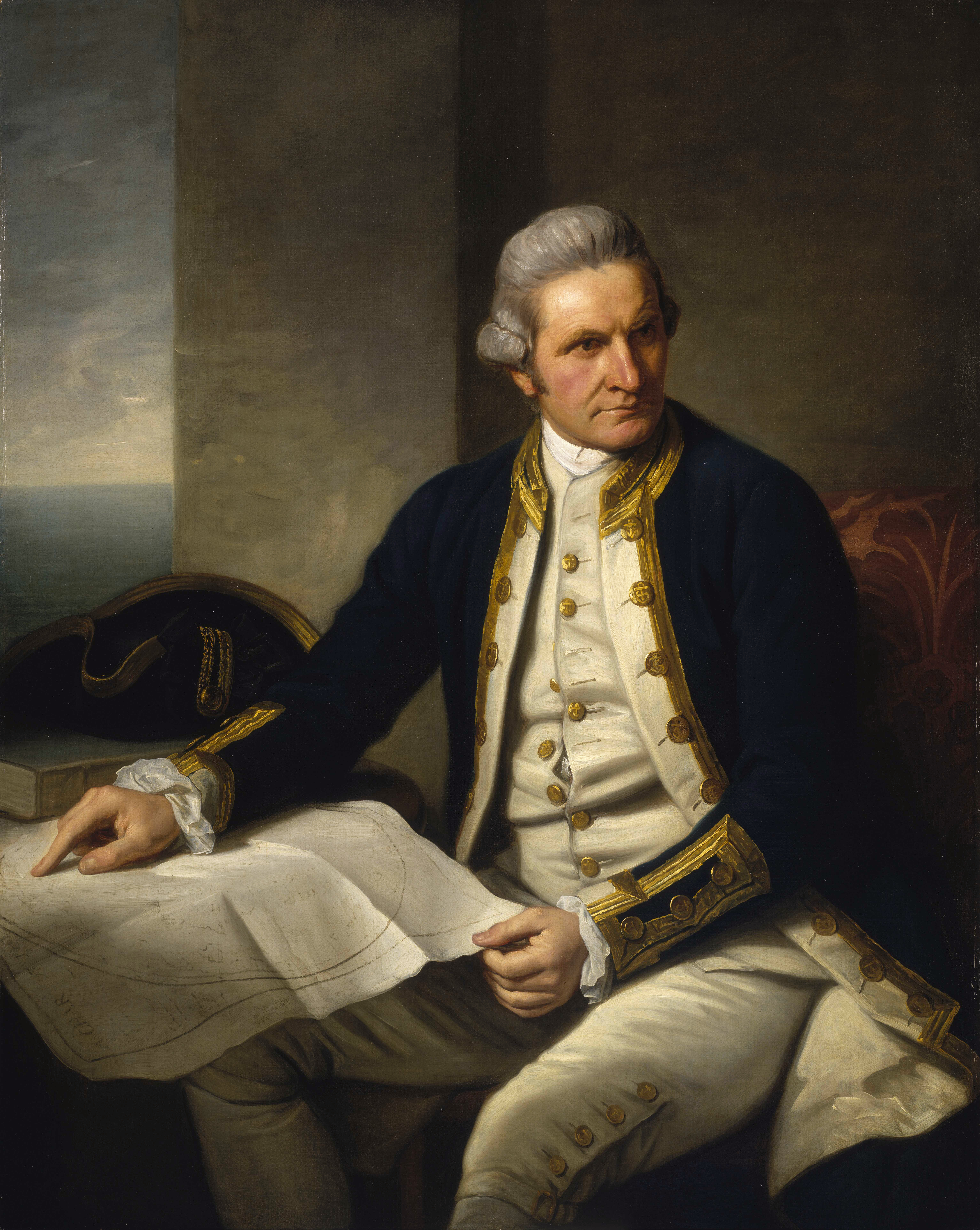
船長詹姆斯·庫克的著名官方肖像畫。

- 阿貝爾·塔斯曼的地圖，1644.
- 歐洲人對毛利人的第一印象。(1642，哥爾登灣，於塔斯曼的航程中)  作者:Isaack Gilsemans[67]
- 湯加塔布，Isaack Gilsemans繪製
- 湯加塔布島海灣與兩艘船，Isaack Gilsemans繪製。

### 詹姆斯·庫克船長的航行與探險

#### 第一次航行(1768–1771)

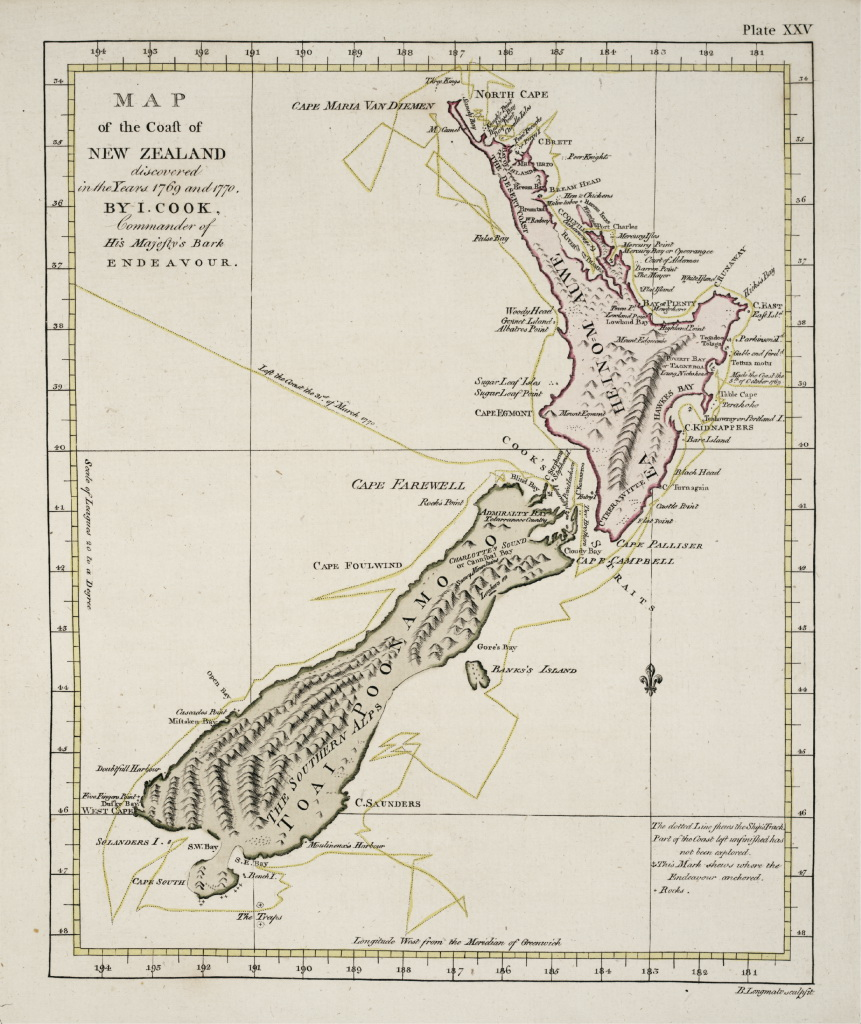
庫克船長的紐西蘭地圖。

1766年，皇家學會僱用詹姆斯·庫克去調查和記錄金星凌日。這次遠征在1768年8月26日從英國開始，繞過南美的合恩角，繼續往西橫渡太平洋，在1769年4月13日到達塔希提島並完成金星凌日的觀測。觀測一完成，庫克拆開由海軍部發出的密函，要求他尋找可能存在於南太平洋的"未知的南方大陸"。
在大溪地人Tupaia的領航下，庫克在1769年10月6日抵達紐西蘭，這是繼塔斯曼超過一個世紀之後(1642年)，歐洲人第二次到達此地。庫克繪製了紐西蘭海岸線的完整地圖，只犯了很少的錯誤。(如:將班克斯半島誤認為島嶼、將斯圖爾特島誤認為與南島相連的半島。)此外，他還辨認出南島與北島之間存在庫克海峽，這是當初塔斯曼沒發現到的。
庫克之後向西航行，在1770年4月19日抵達澳洲東南海岸，這是歐洲人首次到達澳洲東岸。
4月23日，波尔利角（Bawley Point）附近的布鲁舒岛（Brush Island），庫克在日記裡記錄下他所目擊的澳洲原住民:「…而且是如此靠近岸邊以至於能分辨出海灘上有好幾個人，他們的外表有著非常深或黑的顏色，然而我不知道這是真實的膚色抑或是衣服的顏色。」 4月29日，庫克和船員在現在的科内尔半岛（Kurnell Peninsula）登陸，並且在這裡遇到原住民部落格威盖尔（Gweagal）。
庫克離開植物灣後，他繼續往北航行。在6月11日，奮進號在大堡礁一處淺灘觸礁受損，隨後又於6月18日誤進一處河口。連串事故使奮進號船身嚴重受損，被迫待在一處海灘（今奮進河河口的庫克鎮港口附近一帶）上進行修理，使整個航程延誤近七個星期。奮進號維修過後重新出發，駛經托勒斯海峽，經過雅加達、合恩角和聖赫勒拿島，最後回到英格蘭。

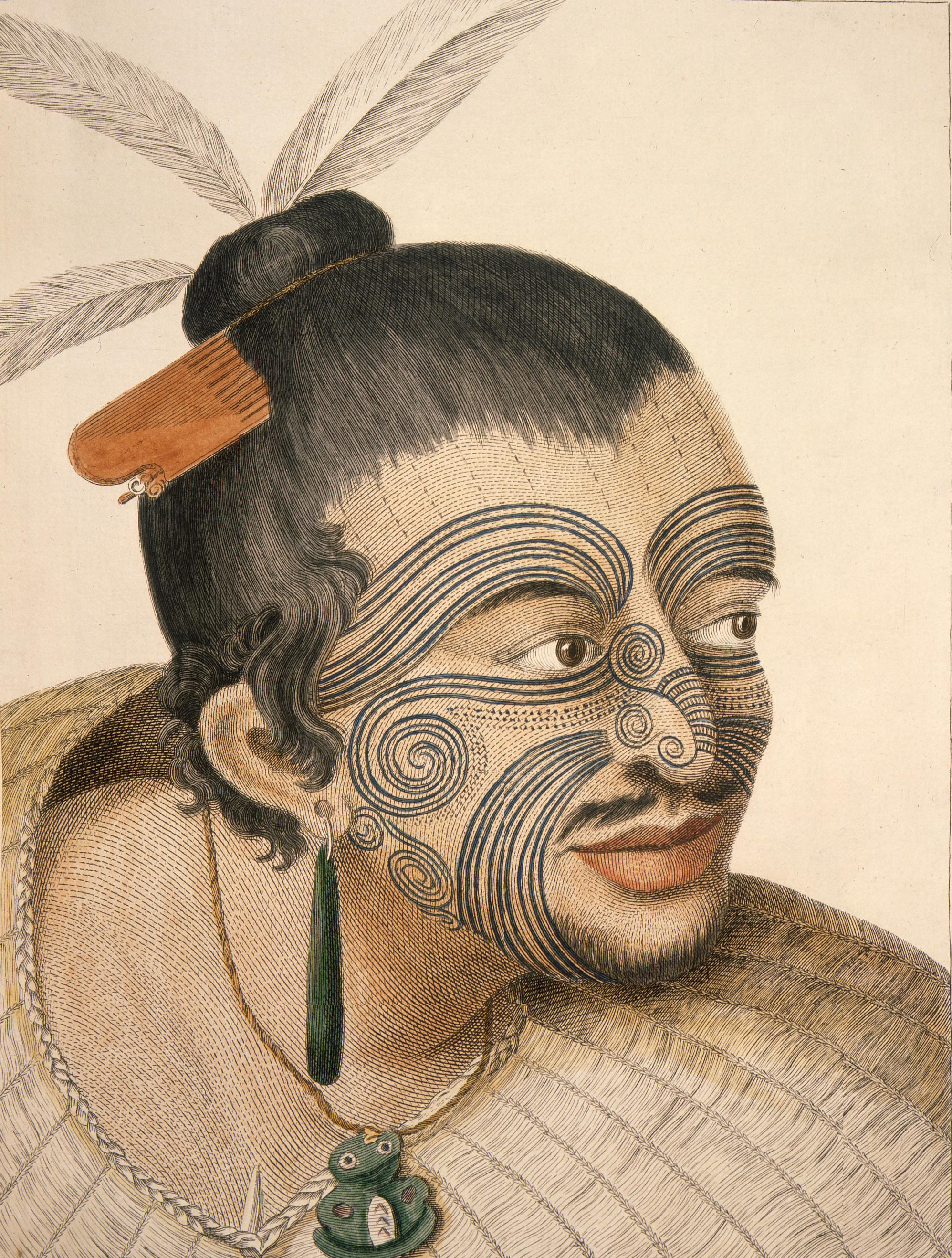
毛利人酋長與紋身。悉尼·帕金森繪於1769年的紐西蘭。

#### 第二次航行 (1772–1775)
1772年，皇家學會委託庫克去尋找假想的南方大陸。在第一次的航行裡，庫克已經藉環繞紐西蘭一週證明其未與更南方的大陸相連。儘管他已將幾乎整個澳洲東海岸線繪製下來，並顯示出它擁有大陸般的大小，然而皇家學會仍然認為南方大陸應位在更南方。

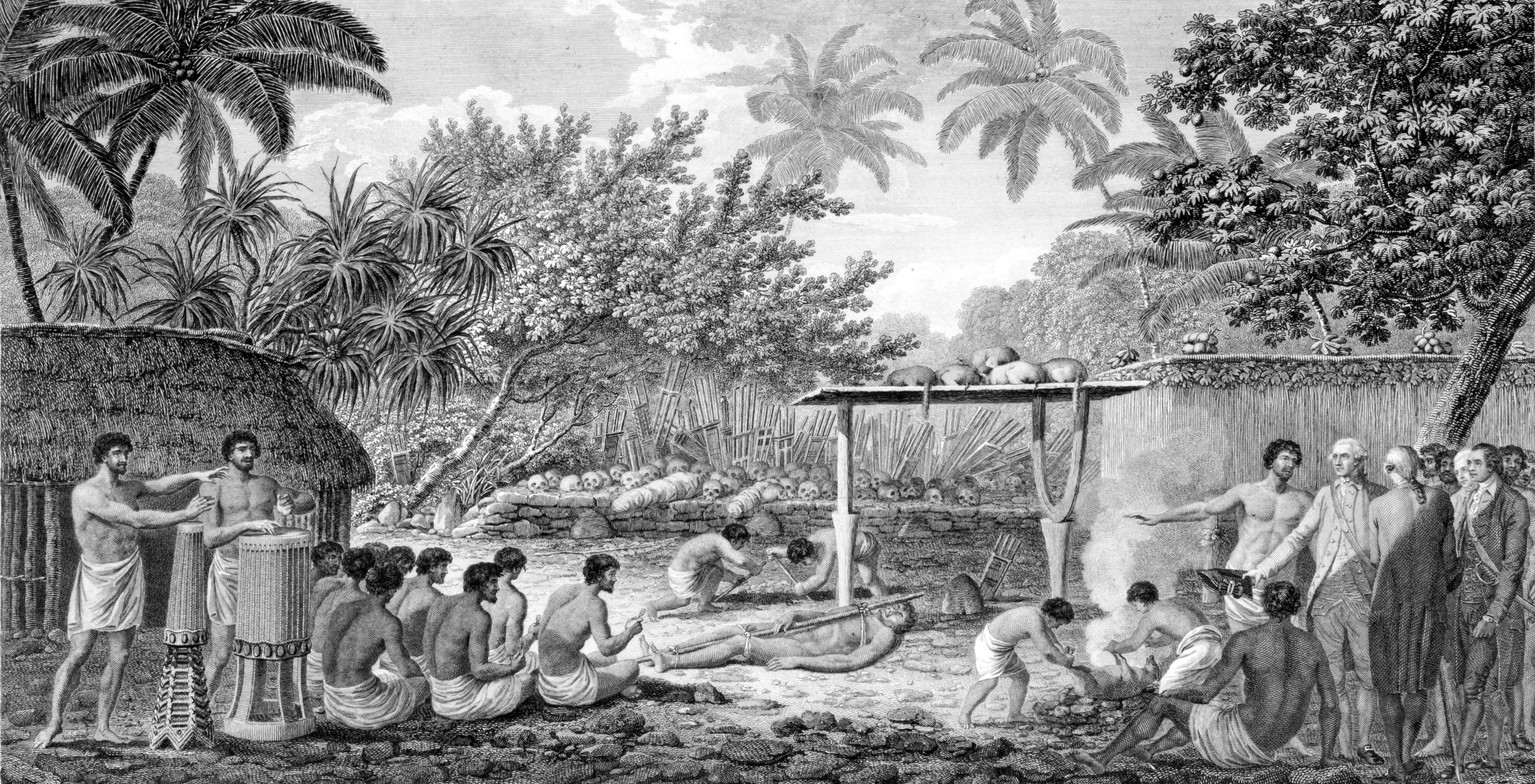
庫克在大溪地目擊島民進行活人生祭的情景

第二次航行裡，庫克指揮HMS決心號，陪同託拜厄斯·弗諾指揮的HMS探險號，從普利茅夫出發。這次庫克在極高的緯度完成了環球航程，甚至越過了南極圈(1773年1月17日)。
南冰洋的濃霧拆散了決心號和探險號。弗諾在新西蘭遭遇毛利人，失去了一些船員，最後駛回英國。同時，庫克繼續探索南極，1774年1月31日到達71°10'S。
庫克幾乎觸及南極大陸，然而中途轉向大溪地進行補給。他接著繼續尋找未知的南方大陸，還帶了一個名叫欧迈（Omai）的大溪地年輕人。事後證明這名年輕對於大洋洲的知識比Tupaia(第一次航行的導航員)來得少，庫克也沒找到南方大陸。
在1774年，他回新西蘭的路程裡，庫克登陸過 友谊群岛（Friendly Islands）, 復活節島, 諾福克島, 新喀裡多尼亞, 和瓦努阿圖.
庫克掠過好望角，穿越南大西洋，然後往北前往北非，最終回到英國。
他回國後的報告，平息了人們對於未知南方大陸的憧憬。

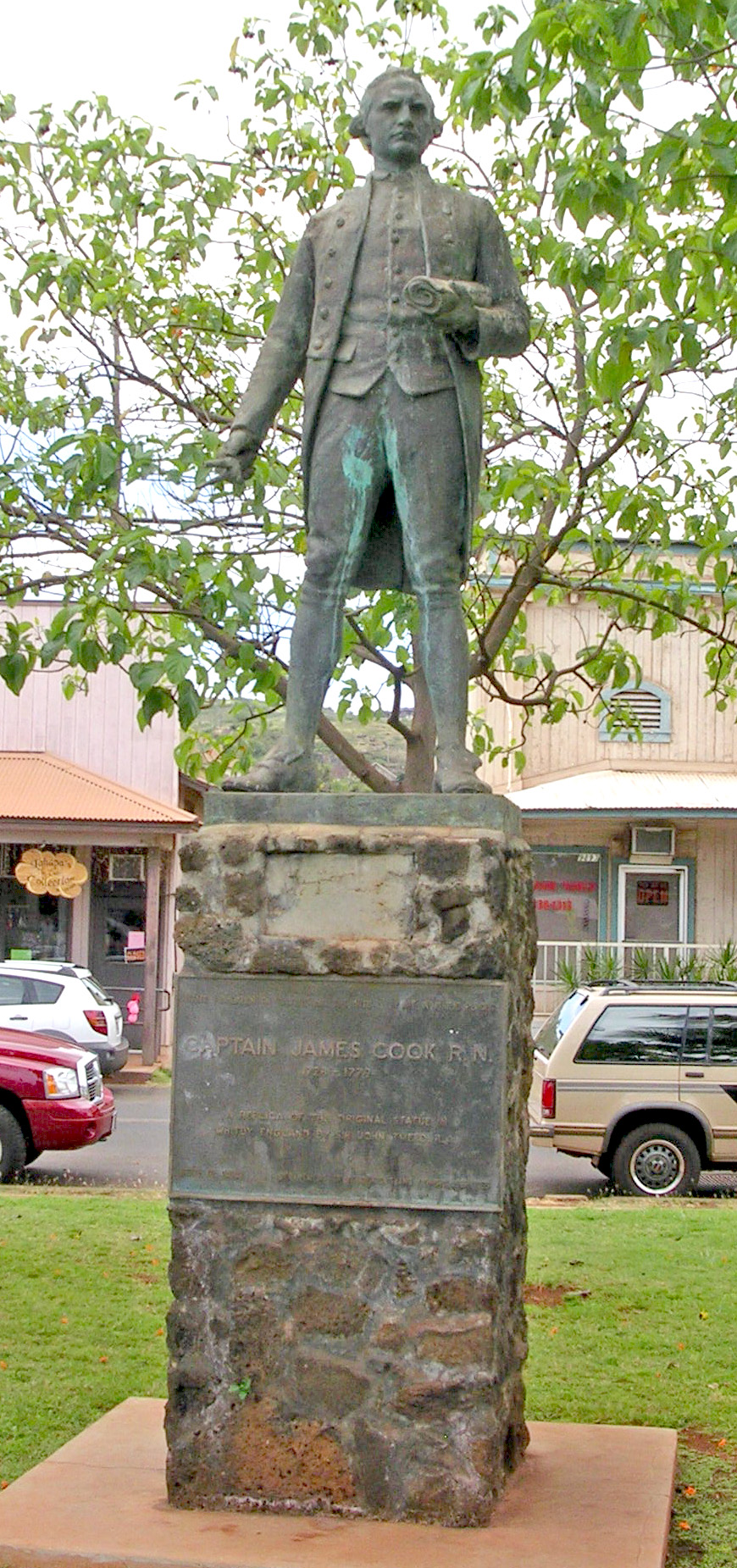
詹姆斯·庫克的雕像矗立在考艾島的懷梅阿，紀念他於1778年1月登陸夏威夷島。

#### 第三次航行 (1776–1779)
最後一次的航行裡，庫克再次指揮決心號，探險號則由船長查尔斯·克拉克（Charles Clerke）指揮。
表面上，這次航行的目的是將欧迈帶回大溪地。實際上，真正的目的是要為美洲附近的西北水道做定位。 
在大溪地放欧迈下船後，庫克接著向北行，並在1778年成為第一個登上夏威夷群島的歐洲人。他在1778年1月登陸威美亚（Waimea）港，將夏威夷群島命名為三明治群島，這個名字來自於他的贊助人 John Montagu, 4th Earl of Sandwich 
繼續航程，一開始往北，之後轉東北探索上加利福尼亞省更西北方的北美西海岸，庫克一路上繪製海岸地圖直到白令海峽，途中辨識出了現在的庫克灣。這次航行，庫克首次繪製了美洲西北海岸的輪廓，確定了阿拉斯加的範圍，並打平與俄羅斯（從西方）和西班牙（從南方）在北太平洋的探索極限。
庫克於1779年回到了夏威夷。 在群島附近徘徊了大概八週後，他在夏威夷本島的凱阿拉凱誇灣登陸。他的登陸時間恰逢瑪卡希基節（Makahiki），當地祭祀龍諾（Lono）的豐年祭。巧合的是，決心號的桅杆、船帆與索具的形式與豐年祭所祭祀的手工藝品相似。
再加上庫克一行登岸前，曾經順時針環繞夏威夷島一圈，而碰巧祭祀龍諾的隊伍也是在島上順時針環島巡遊一圈。一連串的巧合使庫克被部份島民誤認為是龍諾下凡，一時間對他和甚至是部份隨員頂禮膜拜、奉若神明。以上的說法最先由有參與探索旅程的人士提出，並得到美國人類學家馬歇爾·薩林斯（Marshall Sahlins）等學者支持，但對於庫克是否真的被島民神化，各界始終仍存有一定爭議。 

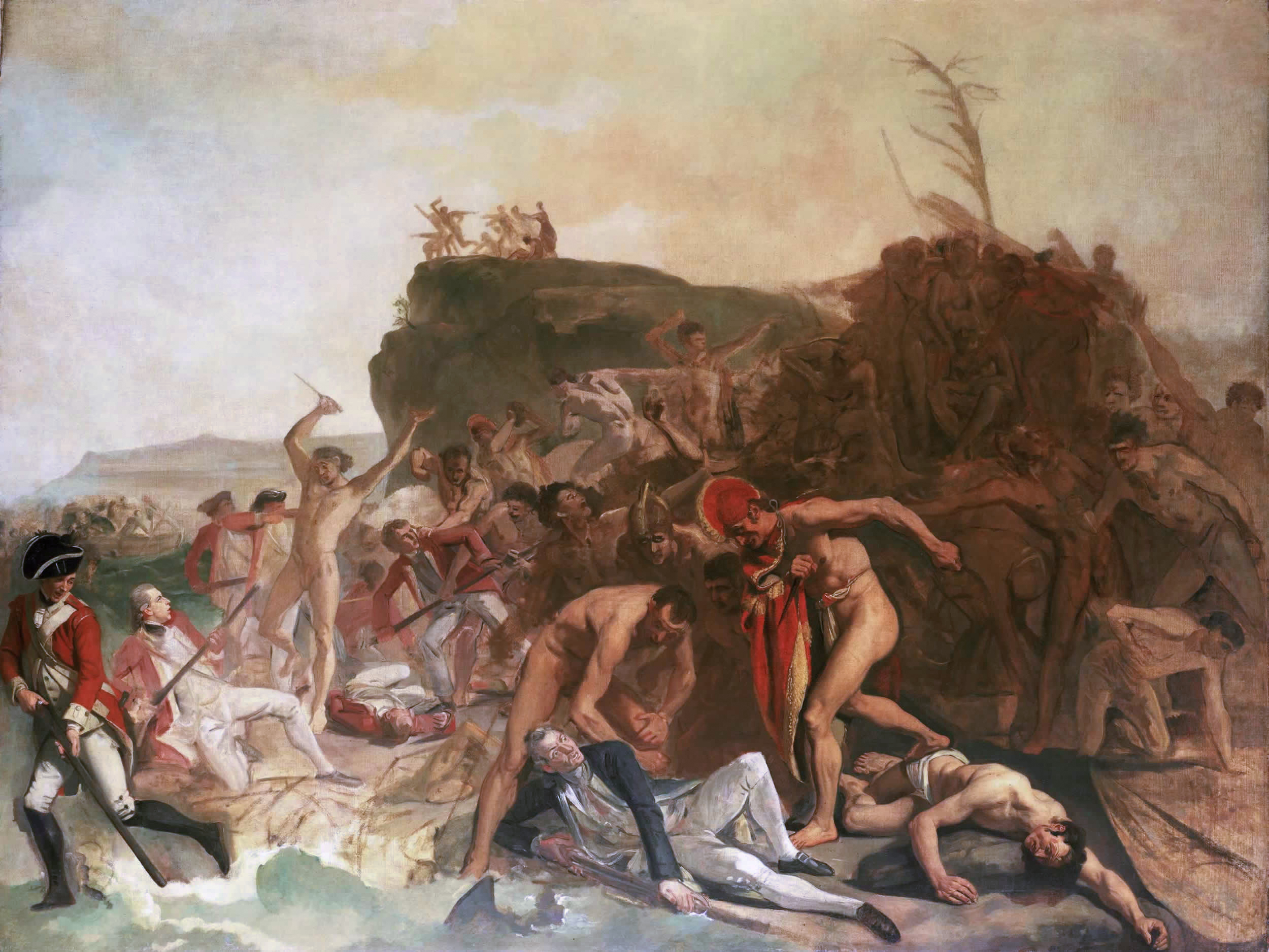
1779年2月14日，詹姆斯·庫克船長之死。
這是一個未完成的畫作，由Johann Zoffany約繪於1795年。

1779年2月4日，在一個月左右的停留後，庫克繼續他北太平洋的探索。然而，出發後不久決心號的前桅損毀，庫克被迫折返，並在2月11日返回凱阿拉凱誇灣修理。由於「瑪卡希基節」已經結束，庫克的再度來臨顯得不是時候。1779年2月13日，島民偷了庫克的小船。庫克起初仍不以為意，認為這種偷竊行為在大溪地等小島屢見不鮮，於是計劃在翌日挾持部族首領做為人質，以求島民交還小艇。 
隔日清晨，雙方在凱阿拉凱誇灣展開談判，但因為成見與誤會，最後演變成衝突。庫克撤退到沙灘，在幫忙推船下水時被從後腦攻擊，最後死亡。 根據夏威夷人流傳下來的說法，庫克是被一名叫「卡拉尼瑪諾卡豪奧韋阿哈」（Kalanimanokahoowaha）的酋長殺害的。他的遺體被島民拖走，並進行當地的喪禮。戰鬥中，庫克有四個人被殺，兩人受傷。
決心號的新船長查爾斯·克拉克與島民交涉，並為庫克的遺骸進行海葬。
克拉克成為探險隊的新領導，繼續尋找西北航道。 1779年8月22日克拉克死於肺結核，約翰戈爾帶領船隊在1780年8月回到英國。航行結束後，英廷授予庫克的遺孀伊莉莎白一筆可觀的長俸，以作慰問。

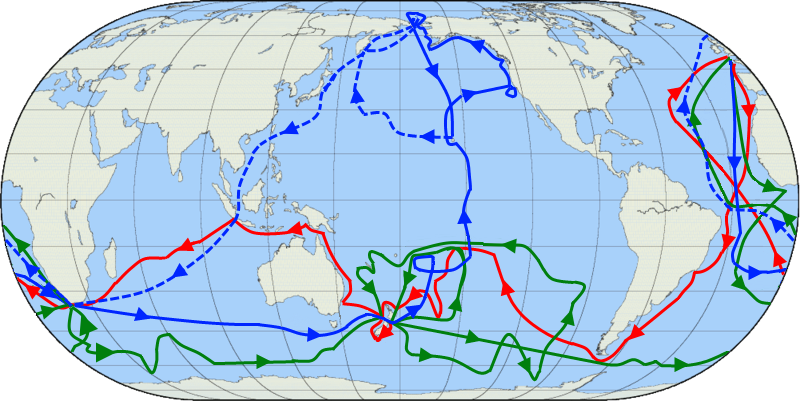
庫克三下太平洋的路線：首次行程以紅線標示；第二次行程以綠線標示；第三次行程以藍線標示。庫克遇害後的行程以藍色虛線標示。

## 外來勢力的影響

### 澳大拉西亞
- 澳洲

亞太地區的政治版圖, 1939.

1770年，英国首先宣佈擁有澳洲主權。1788年1月26日，英國航海家亚瑟·菲利普率領首批移民定居悉尼，并且升起英国国旗，澳洲正式成为英国殖民地。從1788年至1868年的80年期間, 英國陸續向澳洲運送囚犯, 同時協助開墾澳洲大陸。19世纪末，英国在澳洲的殖民區已經達到6個，包括（殖民區及責任政府建立時間）：新南威尔士（1788,1855）、塔斯馬尼亞（1825,1859）、維多利亞（1851,1855）、昆士蘭（1824,1859）和南澳大利亞（1836,1855）、西澳大利亞（1829,1890）。1901年1月1日，這些殖民地組成了澳大利亞聯邦(Commonwealth of Australia)，並從獨立的殖民地變爲聯邦制下的州。1931年，澳洲取得內政外交的獨立自主權，成為大英國協的獨立國家。1910年，澳洲確立白澳政策為其基本國策，只許白人移民流入。白澳政策的相關律法在1949到1973年逐步取消。
- 紐西蘭

1840年英国与当地毛利人签订《懷唐伊條約》，該條約的英文版中，英國王室得到新西蘭主權。1845到1872年，紐西蘭政府與毛利人發生新西蘭土地戰爭(New Zealand Wars，亦稱毛利人戰爭)，戰爭的結果以殖民地政府的勝利而告終，戰敗的毛利人則被沒收了大片的土地，毛利人社會因此而瓦解。1907年9月26日，紐西蘭成為英國的自治領地。1986年12月13日的憲法法案，紐西蘭獲得完全的立法權。

### 密克羅尼西亞
- 帛琉

19世紀後期，此群島被英國、西班牙和德國相繼宣稱擁有。1885年，教皇利奧十三世承認了西班牙的擁有權。1899年由西班牙售予德國。第一次世界大戰後由日本託管，第二次世界大戰中由盟軍攻佔，戰後於1947年由聯合國授權美國託管，1981年獲准成立自治政府，稱為「帛琉共和國」，並制定禁止貯藏及攜入核武之「非核憲法」。
1986年美國以經濟援助及准許其獨立為條件與帛琉簽訂為期50年之《自由聯合條約》（Compact of Free Association），由於美方此協定有違帛琉憲法中「非核條款」，故要求帛琉暫時凍結此一憲法條款。此「條約」先後7次遭到帛琉公民投票否決，直至1993年11月第8次公民投票始獲通過，帛琉遂於1994年10月1日正式獨立。
- 密克羅尼西亞聯邦

西班牙人將加洛林群島納入西班牙西印度群島，並在19世紀建立一些哨所並在當地傳教。1899年，西班牙將此地賣給德國。一次大戰後，在1920年由日本託管。二次大戰後於1947年由聯合國授權美國託管。1979年，雅蒲、楚克、波納佩和科斯雷簽訂《密克羅尼西亞聯邦憲法》建立密克羅尼西亞聯邦。在與美國簽訂《自由聯合條約》後，密克羅尼西亞聯邦於1986年11月3日脫離託管而獨立。
- 馬紹爾群島

西班牙探險家阿隆索·德·薩拉薩爾在1529年登陸馬紹爾群島。1874年西班牙宣告對群島的所有權。1884年，西班牙將此群島賣給德國，德國在翌年將其納入德國新幾內亞。一次大戰時被日本佔領，後由日本託管。1944年，美國攻佔馬紹爾群島，戰後聯合國委由美國進行託管，成為太平洋群島託管地其中一區。1946年至1968年間，美國建立太平洋試驗場，曾於馬紹爾群島上進行多達66次的核子試爆。1979年，馬紹爾群島否決《密克羅尼西亞聯邦憲法》公投，自行成立自治政府和準備建國。1986年，與美國簽訂《自由聯合條約》，同年10月21日宣布獨立。1991年，聯合國終止美國託管，接納馬紹爾群島共和國為會員國。
- 基里巴斯

1892年吉爾伯特群島連同埃里斯群島成為了英國的保護地「吉爾伯特及埃里斯群島」，由位於斐濟的西太平洋最高委員會管理，並在1916年成為英國的殖民地。1919年聖誕島和1937年菲尼克斯群島成為英國殖民地，併入基里巴斯 。第二次世界大戰期間塔拉瓦環礁和其它群島被日軍佔領。吉爾伯特及埃里斯群島在1971年成為自治區。1974年，基於種族紛爭，屬於波里尼西亞人的埃里斯群島居民要求投票，並在1975年與密克羅尼西亞人為主的吉爾伯特群島分開。1978年，埃里斯群島獨立成為圖瓦盧，吉爾伯特群島於次年7月12日宣告獨立，並改國號為基里巴斯，但不包括以前的巴納巴島、鳳凰群島和萊恩群島。塔拉瓦條約於1983年簽訂，美國宣布放棄鳳凰群島和萊恩群島，此二群島遂加入成為基里巴斯的一部份。
- 諾魯

1888年，諾魯成為德國的殖民地。第一次世界大戰期間，諾魯被澳大利亞佔領，並自1919年起由英國、澳大利亞和新西蘭共管，其中澳洲代表三國行使職權。1942年8月26日被日本佔領，成為日軍在南太平洋上的戰術支援基地。二戰之後，聯合國委託澳大利亞、英國及新西蘭共同管理，但他們更著重於如何開採島上的磷礦，對於諾魯人的教化並不重視。1968年1月31日在強大的國際壓力下，澳洲政府結束對諾魯的管治，諾魯共和國宣佈正式獨立，並於同年11月成為大英國協特別成員國。1999年，諾魯成為聯合國會員國。

### 美拉尼西亞
- 巴布亞新幾內亞

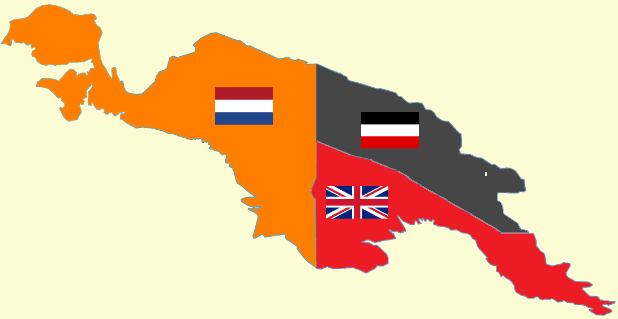
新幾內亞1884年至1919年。荷蘭控制西半部、德國東北部、英國東南部。

1884年英、德相繼瓜分新幾內亞島東半部及附近島嶼。1906年英屬新幾內亞交澳大利亞管理，改稱澳屬巴布亞領地。1914年澳軍佔領德屬部分。1920年12月17日國際聯盟決定委託澳管理。二戰中新幾內亞一度為日軍佔領，戰後聯合國委託澳繼續管理德屬部分，1949年澳將原英屬和德屬兩部分合併為一個行政單位，稱「巴布亞新幾內亞領地」。1973年12月1日實行內部自治。1975年9月16日脫離澳洲獨立，成為英聯邦成員國。
- 所羅門群島

1885年，德國佔領了所羅門群島的北部；1893年，英國佔領了所羅門群島南部餘下的島嶼，並把首府設在圖拉吉島。1900年，英德雙方達成協議，英國放棄在薩摩亞的權利，以換取除布干維爾島之外的全部所羅門群島，是為今日所羅門群島的版圖全部。二戰中，日本軍隊試圖以所羅門群島為基地向南進攻澳大利亞，然而在科科達小徑戰役、瓜達爾卡納爾島戰役等遭遇失敗。1978年7月7日，所羅門群島宣布在英聯邦內獨立，以英王為國家元首。由於國家貧困，必須仰仗澳大利亞和新西蘭的援助方能收支平衡。
1999年，群島主島瓜達爾卡納爾島土著居民同馬萊塔島的移民間發生內戰，雙方於當年6月28日達成停火協議。但是2000年6月，雙方再次爆發衝突。總理巴托洛繆·烏盧法阿盧無法控制局勢，被迫辭職。此後該國再次陷入動亂之中。2003年，由澳大利亞、新西蘭、斐濟和巴布亞新幾內亞四國軍隊組成的地區維持和平部隊進駐所羅門群島，經過一段時間，維持和平部隊平定了各地方軍閥，使該國重新平靜。目前，所羅門群島仍然面臨著嚴重的經濟危機，社會局勢不安。
- 瓦努阿圖

1606年，由彼得·奎羅斯帶領的西班牙探險隊成為第一批登陸該島的歐洲人，認為該地是未知的南方大陸。在18世紀末，英國採險家詹姆斯·庫克的第二次航海中到達了該島，把該島命名為新赫布里底群島，爾後歐洲人便開始移居當地。
1887年起，新赫布里底群島由英法海軍委員會管理。1889年，維拉港得到自主權，但只有白人才有實際統治權。1906年，英國和法國兩國同意新赫布里底群島由英法兩國共同管治，成立新赫布里底群島共管地。二次大戰期間，埃提島和埃斯皮里圖桑托島用作盟軍的軍事基地。在1980年7月30日，瓦努阿圖得到獨立，並成為大英國協會員國，又分別在1981年和1983年加入聯合國和不結盟運動。
- 斐濟

歐洲人在19世紀開始定居此地。1874年，斐濟成為英國殖民地，印度勞工被帶來以營運甘蔗種植園。1875年至1876年麻疹造成超過40,000斐濟人死亡。1970年，斐濟於英國獨立。

### 玻里尼西亞
- 圖瓦盧

1892年連同吉爾伯特群島成為了英國的保護地「吉爾伯特及埃里斯群島」（Gilbert and Ellice Islands）。1915年成為英國的殖民地。 1974年，基於種族紛爭，屬於波利尼西亞人的埃裏斯群島居民要求投票，和密克羅尼西亞人為主的吉爾伯特群島（Gilbert Islands）分開。埃里斯群島在1975年改稱圖瓦盧群島，並於1978年獲英國准許獨立。
- 薩摩亞

在第二次薩摩亞內戰後，薩摩亞被一分為二，東邊由美國統治成為現美屬薩摩亞，而西邊則在1899年成為德國殖民地。一次大戰期間，1914年8月，新西蘭佔領了德屬薩摩亞。1919年，依照凡爾賽條約，德國把西薩摩亞讓給新西蘭委任統治。新西蘭以國聯和聯合國名義持續託管西薩摩亞，直到它1962年1月1日獨立，稱為「西薩摩亞」。1997年改名「薩摩亞」。
- 東加

1845年至1893年，東加成為一個統一而獨立的國家。1875年11月制定現代憲法和法典，建立了行政機構。由於喬治·圖普一世皈依基督教，基督教勢力迅速擴展。依據各別的條約，德國、英國和美國皆承認湯加的獨立。1900年湯加成為英國保護國，以防德國入侵。根據與英國簽訂的條約（1905年修改），湯加同意一切外交事務經由英國領事處理，該領事對湯加的外交政策和財政問題有否決權。二次大戰期間，湯加曾成為美國和新西蘭軍隊的補給基地。1970年，東加獲內政和外交的全面控制權，成為大英國協內的獨立國家。
- 庫克群島

1888年，庫克群島被納入英國的保護地，1900年後被併入紐西蘭的領土範圍。1965年4月20日，庫克群島完成公投，成立一個半自主的政體。同年7月26日紐西蘭通過《庫克群島憲法修正法案》（Cook Islands Constitution Amendment Act），賦予庫克群島居民紐西蘭公民身分，可以自由進出紐西蘭。目前兩國以自由聯合（Free Association）的型態合作，政權擁有完整的自治，但外交與國防事務則由紐西蘭監督。

### 其他
- 美：關島、美屬薩摩亞、夏威夷群島、北馬里亞納群島、美國本土外小島嶼（貝克島豪蘭島、賈維斯島、約翰斯頓環礁、金曼礁、中途島、巴爾米拉環礁、威克島）
- 法：法屬玻里尼西亞、新喀里多尼亞、瓦利斯和富圖納群島
- 澳：諾福克島、阿什莫爾和卡捷島
- 紐：皮特凱恩群島、托克勞、紐埃
- 智：復活節島
- 日：小笠原群島（南鳥島、沖鳥礁、火山列島）

## 薩摩亞危機（1887-1889）

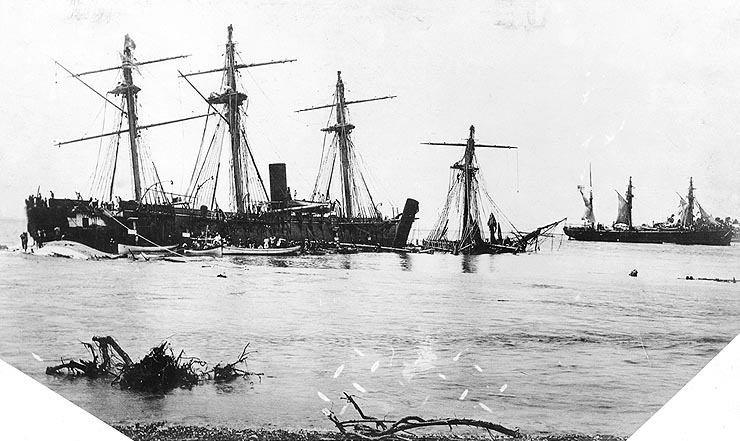
在阿皮亞失事的船艦，1889年。

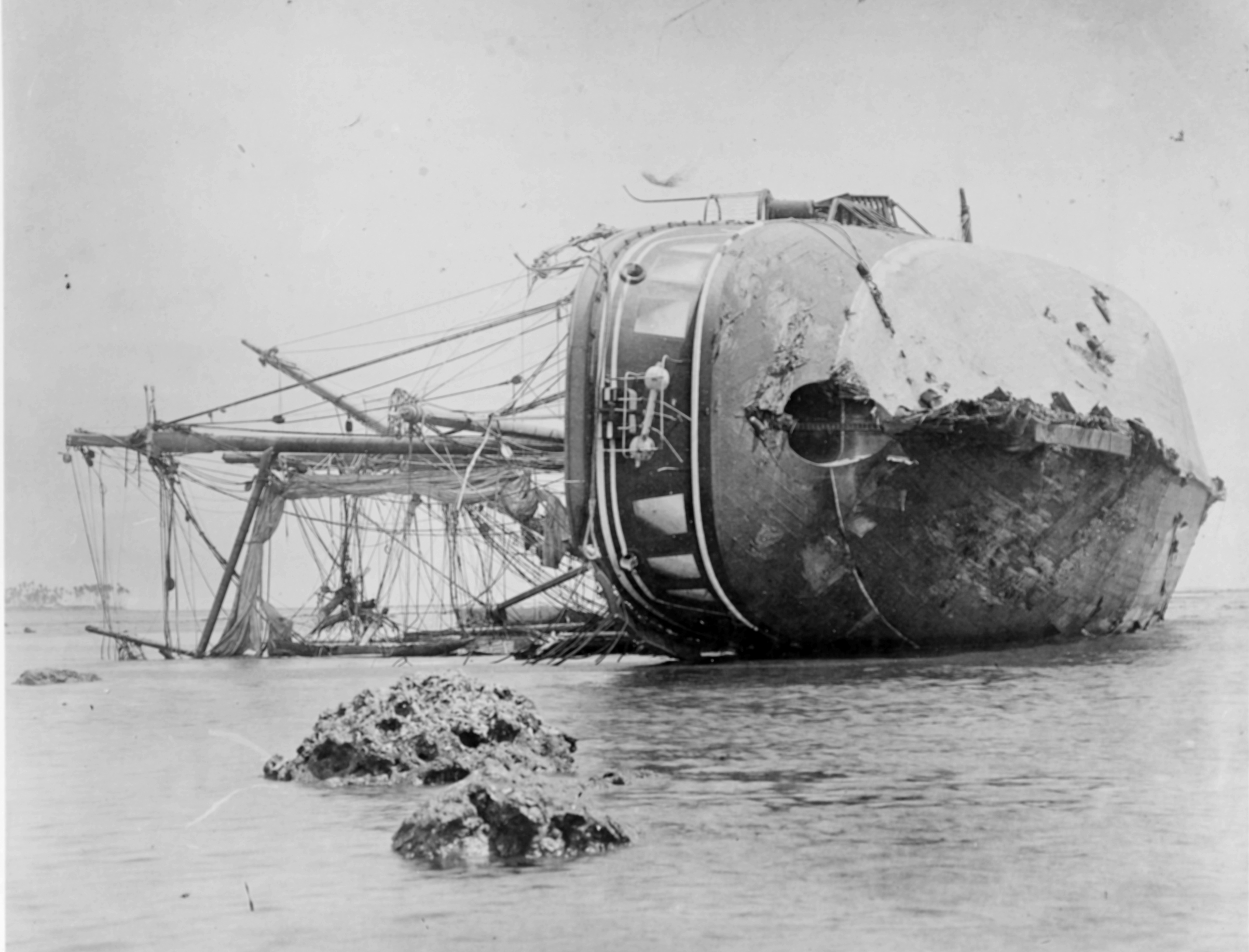
Adler在阿皮亞失事，1889。

薩摩亞危機是美國、德意志帝國與大不列顛為了薩摩亞群島的控制權而展開的對峙，事件發生在1887年–1889年，薩摩亞內戰期間。參與事件的有:美艦 Vandalia、Trenton 和Nipsic;德艦Adler 、Olga和 Eber，英艦Calliope則在一旁監視著。他們在阿皮亞港裡對峙了好幾個月。

這場對峙結束於3月15、16日，一個熱帶氣旋摧毀港裡的六艘軍艦。而Nipsic成功逃離，得以倖免於難。
羅伯特·路易斯·史蒂文森見証了這個風暴在阿皮亞造成的影響與後果，並記錄下了這個事件。
德、美、英三國在1899年的三方會議裡，將薩摩亞分割成美屬薩摩亞與德屬薩摩亞。

## 第一次世界大戰

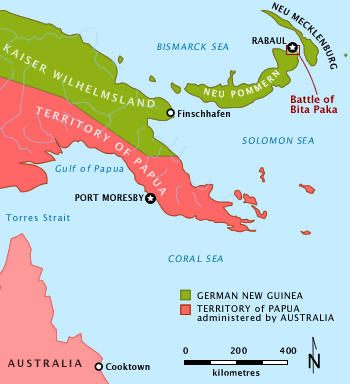
1914年的碧塔海帕卡的位置。

第一次世界大戰的亞洲與太平洋戰場主要在於德國殖民地的征服，其中以中國的青島戰役最為顯著，其他較小的軍事行動包括發生在德屬新幾內亞的碧塔海帕卡之戰以及托馬之圍(Siege of Toma)。其他德奧兩國在亞洲與太平洋的土地未經流血衝突即被拿下。
海戰相對頻繁，因為每個殖民母國在印度洋或太平洋都駐有海軍中隊。這些軍艦能摧毀德國海軍的東亞中隊，幫助侵略德國領土。

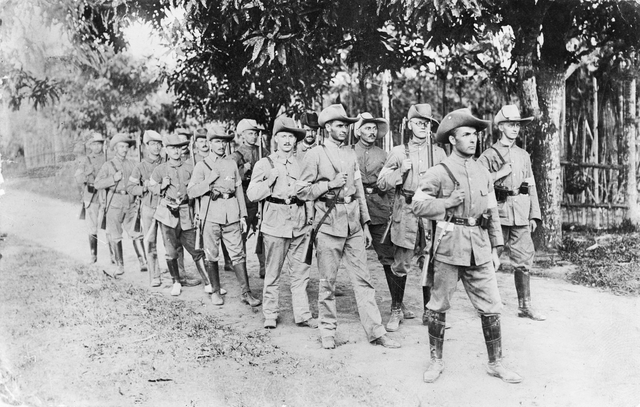
一個排的德國預備役軍人，摄于碧塔海帕卡，1914年。

太平洋的第一次土地侵略發生在1914年8月由紐西蘭發起，佔領了德屬的薩摩亞。這次侵略沒有流血衝突，超過1,000名荷軍在澳法兩國的海軍支援下成功登陸這個殖民地。
澳軍在1914年9月攻擊德屬新幾內亞，500名澳軍遭遇300名德軍及當地警察，這場碧塔海帕卡之戰由協約國獲勝。德軍撤退到托馬，並遭到一個連的澳軍與一艘英國軍艦包圍，最後德軍投降。托馬淪陷後，新幾內亞僅剩少數德軍，且大部份一遇到澳軍就投降了。
1914年12月Angorum附近，一個德國官員帶領30名當地警察試圖反抗澳軍的佔領，不過在對一個偵查隊開火後，他的小隊背叛了他，這名官員隨後被逮捕。
一戰中，德屬密克羅尼西亞、馬里亞納群島、加羅林群島和馬紹爾群島也同樣被協約國拿下。

## 第二次世界大戰

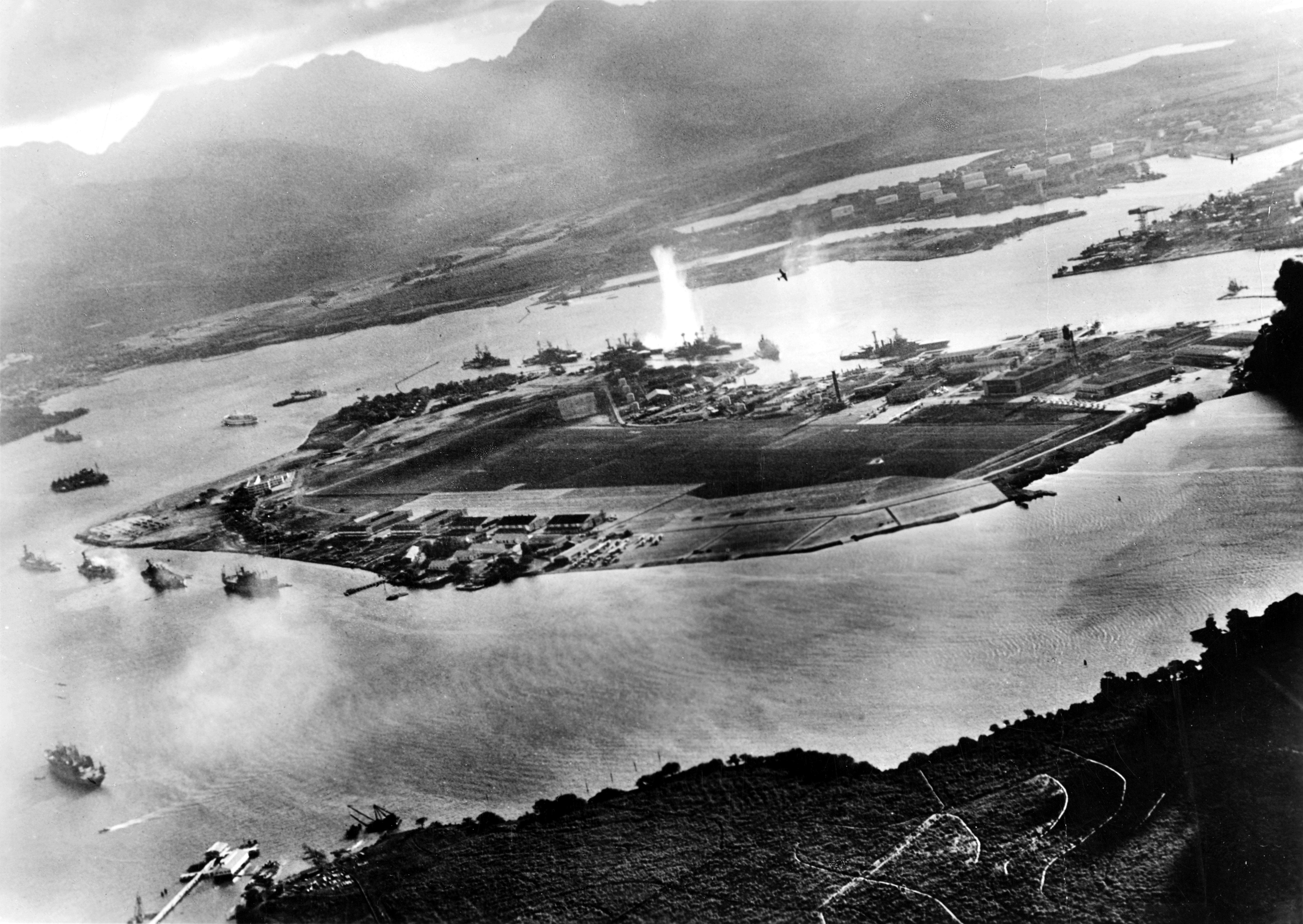
Battleship Row是由八艘美國戰艦組成的編隊，它們位在圖中島嶼(福特島)的後方。圖中央的爆炸是俄克拉何馬號被魚雷擊中。此圖由日本戰機於攻擊初期拍攝。

二戰期間在太平洋的主要行動大多是美國與日本之間的交戰。
珍珠港事變發生在1941年12月7日上午(日本時間12月8日)，日本帝國海軍對美國在夏威夷的海軍基地珍珠港發動軍事突襲。這導致美國參與第二次世界大戰。
這次的襲擊是一個預防措施。防止美國太平洋艦隊干涉日本對英、美、荷殖民地的軍事行動。事變的同時，美屬菲律賓與英屬馬來亞、香港與新加坡都遭到日軍攻擊。
日本隨後入侵新幾內亞、所羅門群島等太平洋島嶼。
1944和1945年，日本遭遇珊瑚海戰役、科科達小徑戰役等失敗。1945年，美軍分別於廣島和長崎投下原子彈，日本無條件投降。
一些發生在大洋洲較突出的戰役:東所羅門海戰、達爾文空襲、科科達小徑戰役和婆羅洲戰役。

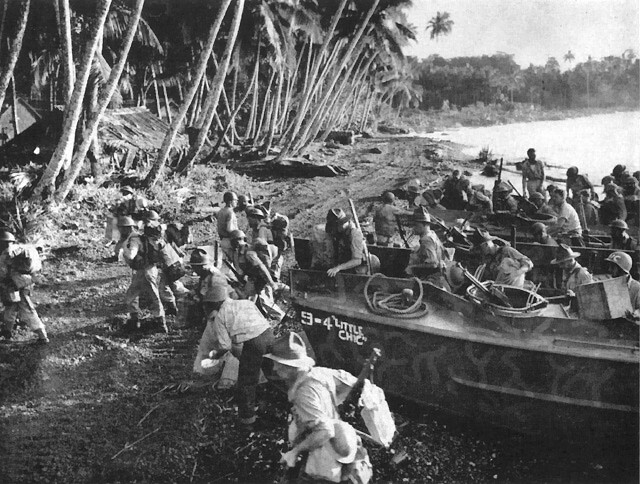
紐西蘭部隊登陸所羅門群島的維拉拉維拉島。

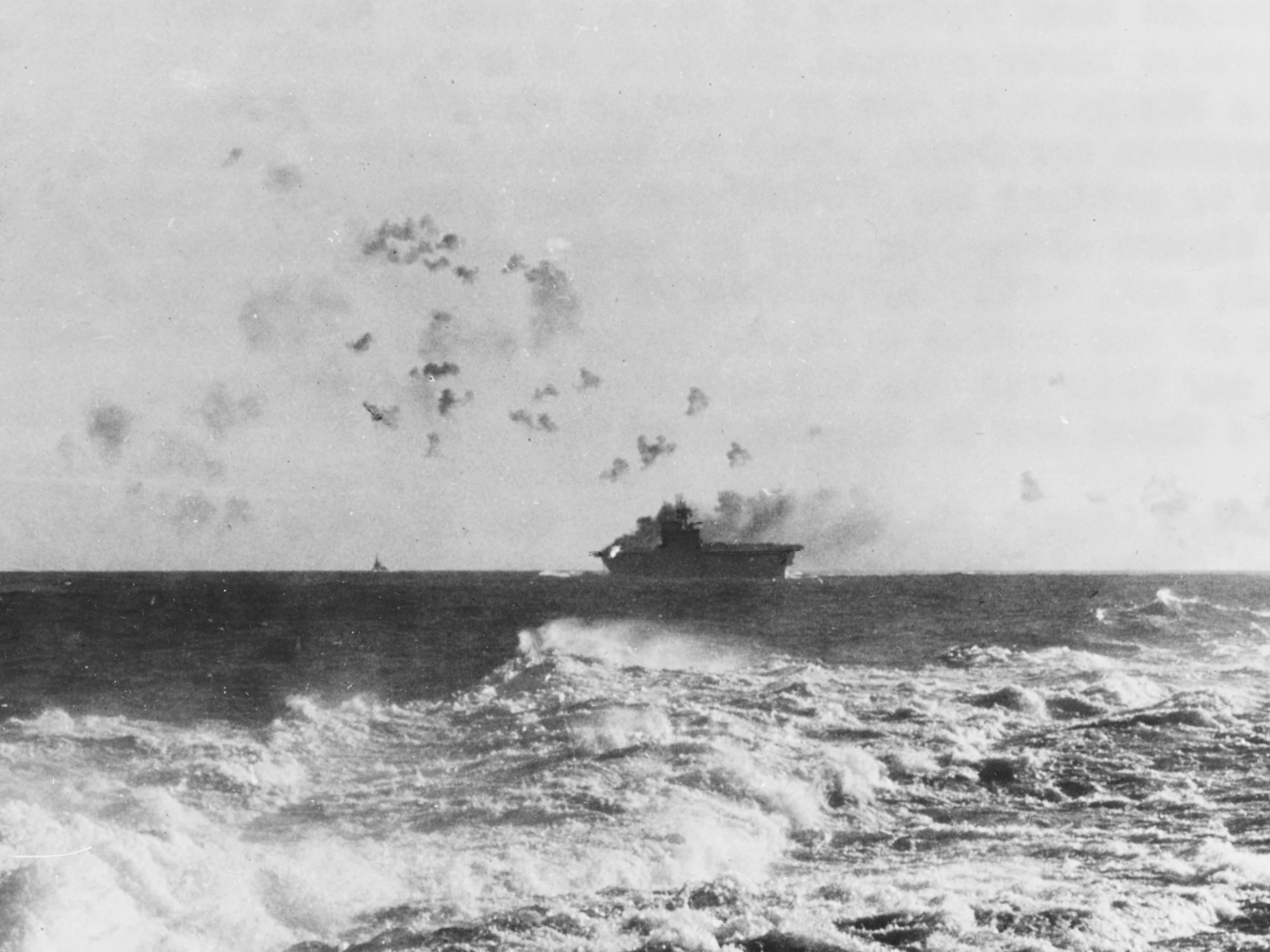
企業號航空母艦(CV-6)在東所羅門戰役中遭受空襲。

### 所羅門群島戰役
所羅門群島在二次世界大戰發生過一些激烈戰鬥。
1942年8月7日，在海軍的掩護和兩棲作戰下，盟軍登陸圖拉吉島與瓜達爾卡納爾島。瓜達爾卡納爾島戰役是一場重要且血腥的戰役，島上超過36,000名的日本人中約26,000人失蹤或被殺、9,000人死於疾病、1,000人被俘。這也表示同盟國邁出反擊日本擴張的第一步。

戰略上，海岸監視組織(Coast Watch Organisation)在日本控制的島嶼監視日軍的行動，並提供三軍的戰略情資。

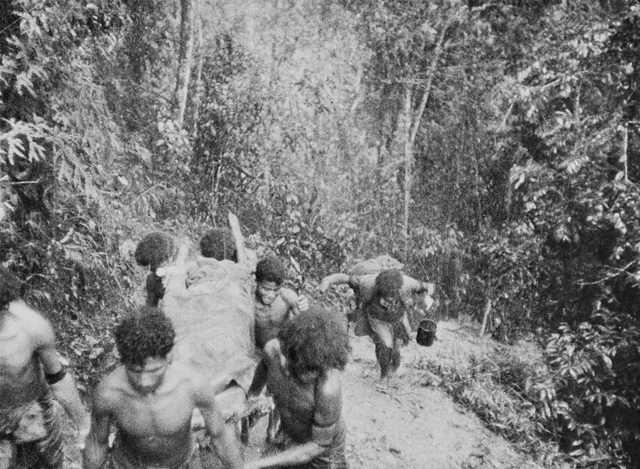
1942年8月30日，巴布亞人撤離澳洲士兵傷亡。

### 科科達小徑戰役
科科達小徑戰役發生在1942年7-11月的澳屬巴布亞領地（即現在的巴布亞新幾內亞），主要由澳軍組成的盟軍與日軍發生一系列戰鬥。
莫爾茲比港在戰略上可以打擊通往澳洲的航道，甚至可以直接威脅澳洲本土東北，極具戰略意義。然而日軍在珊瑚海海戰與中途島戰役失去太多船艦，無法進行大規模登陸作戰，於是他們決定取道科科達小徑（Kokoda Track）翻越歐文史坦利山脈到莫爾茲比港。
一開始日軍勢如破竹。然而，澳洲部隊面對人數眾多，訓練、武器都遠勝他們的日軍，進行艱苦的守勢作戰，不斷伺機猛攻、退守，阻延日軍。最後，由於補給線過長以及瓜達康納爾島戰役的失敗，日軍轉為劣勢，也標示日本南進的極限。

日軍隨後撤退，並在北海岸建立一個防禦據點，然而這個據點在11月2日就被澳軍拿下。之後的11、12月裡，澳軍和美軍開始收復日軍佔據的灘頭，也被後世稱為布納戰役。

## 核彈試爆

一個21千噸級的水下核試，也被稱作十字路口行動，摄于1946年的比基尼環礁。

由於人口稀少，大洋洲是大氣核試驗和水下核試的熱門地點。
核試由美國、英國和法國分別在馬紹爾群島和比基尼環礁、马拉林加（Maralinga）、穆魯羅阿環礁進行，常常對當地居民造成毀滅性的結果。
自1946到1958年，馬紹爾群島作為美國的太平洋試驗場，在各環礁上進行共67次的核子試驗。世界上第一顆氫彈，代號"麥克"(Mike)，於1952年11月1日(當地時間)由美國在馬紹爾群島的埃尼威托克環礁引爆。
1954年，美國在馬紹爾群島的布拉沃城堡氫彈試爆產生大量的核輻射，迫使朗格拉普環礁的居民放棄他們的島嶼。三年後，居民被允許回鄉。由於高比例的癌症發生率，1985年，島民再次離開小島。1996年，他們獲得4,500萬美元作為補償。
1950年代，英國在澳洲北部的马拉灵加進行一系列的核試，皮詹賈賈拉人與揚庫因賈賈拉（Yankunytjatjara）的居民被迫離開家園。
1962年，由於阿爾及利亞獨立，法國將新的核試場地設在土阿莫土群島。穆魯羅阿環礁因為法國的核子試驗變得惡名昭彰，主要是因為當時太平洋的核子試驗大多停止了，也因此，這些試驗受到多數太平洋國家反對。最後一次的大氣核試驗和地下核試驗分別發生在1974與1996年。
法國在太平洋的核試在1980年代備受爭議。1985年，法國特工造成綠色和平的彩虹勇士號沉沒，當時該船艦正準備於次日啟程前往穆魯羅瓦環礁抗議法國的核試。1995年9月，由於法國試圖在方加陶法環礁重啟已停止3年的核子試驗，引起大眾廣泛的抗議。最後一次的試驗在1996年1月27日，試驗後兩天，法國宣布同意簽訂《全面禁止核試驗條約》，並永不再測試核子武器。

## 斐濟政變

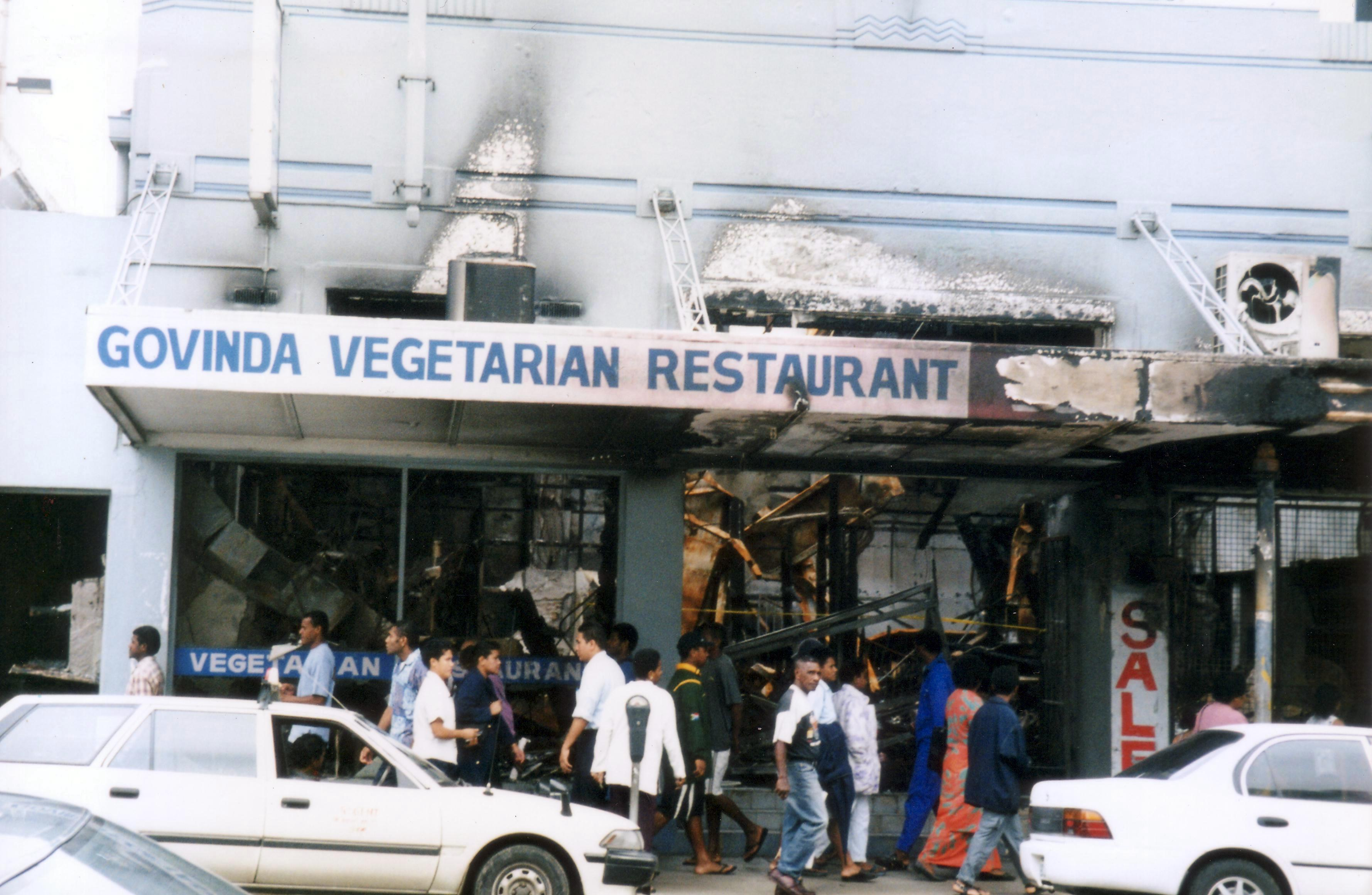
"戈文達的餐廳"在蘇瓦被燒毀的遺跡:2000年5月19日這天，蘇瓦有超過100家商店遭洗劫。

斐濟在20年內遭受過4次政變，1987年兩起軍事政變、2000年人民政變和2006年又一起的軍事政變。
斐濟政變起因於本土斐濟人與印度裔斐濟人之間的種族對立。1987年4月的總統選舉由印度裔斐濟人所支持的斐濟工黨候選人蒂莫西·巴萬德拉獲得執政權。同年5月14日，蘭布卡(Sitiveni Rabuka)中校以種族歧視為由，領導軍隊不流血占領國會。政變之後，總督成立憲法審查委員會以檢驗1970年憲法的不足之處，然後解散國會，並且允諾特赦蘭布卡。
在之後的德烏帕會談裡決議成立一個民族團結政府，這表示雙方都將為總督府所領導。擔心自己的利益損失，蘭布卡在9月25日發動第二次政變，宣布成立斐濟共和國，取消1970年憲法，斐濟從大英國協名單剔除。
2000年五月，首位印度裔總理喬德里上任後一年，本土斐濟人企業家史佩特以民族主義為口號，號召槍手挾持喬德里和多位國會議員。軍事領袖姆拜尼馬拉馬宣布接掌政府，逮捕史佩特，以叛亂罪將他終身監禁。2006年，斐濟議會曾試圖引進一系列法案，赦免參與2000年政變的人。
2006年12月5日，姆拜尼馬拉馬宣布軍方接掌政府，指控總理卡拉瑟發動「無聲政變」，因為卡拉瑟拒絕服從他的要求，不願通過具爭議性的法律條文。大英國協決定無限期暫停斐濟的會籍。(1997年9月斐濟曾經重入大英國協會籍。)

## 布幹維爾內戰
根據澳大利亞政府估計，布幹維爾內戰造成1.5到2萬名人員死亡，較保守的估計是1到2千人。
導火線是1975年澳大利亞力拓集團所屬的布幹維爾銅礦公司在布幹維爾開發潘古納銅礦。由於採礦造成汙染，加上沒有有效的回饋機制，當地居民多有所不滿。1975年，當地在巴布亞紐幾內亞獨立前夕自行宣布成立北所羅門共和國，不久取消。1990年，弗朗西斯.奥纳（Francis Ona）率領的反抗組織再度宣布獨立，巴新政府對該島實施經濟封鎖，並派兵加以鎮壓，釀成了曠日持久的武裝衝突。從1989年開始到2001年，巴政府與布干維爾各派達成全面和平協議前，布干維爾估計有一萬二千人死亡，占總人口的近7％。
1994年布干維爾革命軍、布干維爾臨時政府、巴布亞紐幾內亞政府和所羅門群島政府簽訂停火協定。1995年雙方於澳洲進行和談。
1996年巴布亞紐幾內亞政府再度攻擊布干維爾島。1997年在紐西蘭斡旋下，雙方正式宣布停戰。1998年，和平觀察團終抵布干維爾島。2001年，巴布亞紐幾內亞和布干維爾簽訂布干維爾和平協定，結束了長達十二年的戰爭，並允其在末來舉行獨立公投和成立自治政府。根據該條約，布干維爾島於2015年至2020年期間將舉行獨立公投，決定是否脫離巴布亞紐幾內亞正式獨立。但強硬派的法蘭西斯·歐那拒絕，他在其控制區自立為王，並對大選予以抵制。
2005年1月，中央政府批准《布干維爾憲法》，同年5月20日，布自治政府大選開始，6月4日，布干維爾人民代表大會黨候選人約瑟夫·卡布伊當選自治政府主席。行政長官為查馬利利，布干維爾自治區議會議長為潘尼埃。同一時間，法蘭西斯·歐那宣佈聯合國接納了他所創建的王國，但事後證實為一場騙局。
同年七月，法蘭西斯·歐那死於傷寒，全島再度陷入動亂。2008年6月，自治政府主席約瑟夫·卡布伊去世，年底補選由詹姆斯·泰尼斯當選並於隔年一月就職。
目前，布干維爾是巴布亞紐幾內亞唯一的自治區。

## 現代

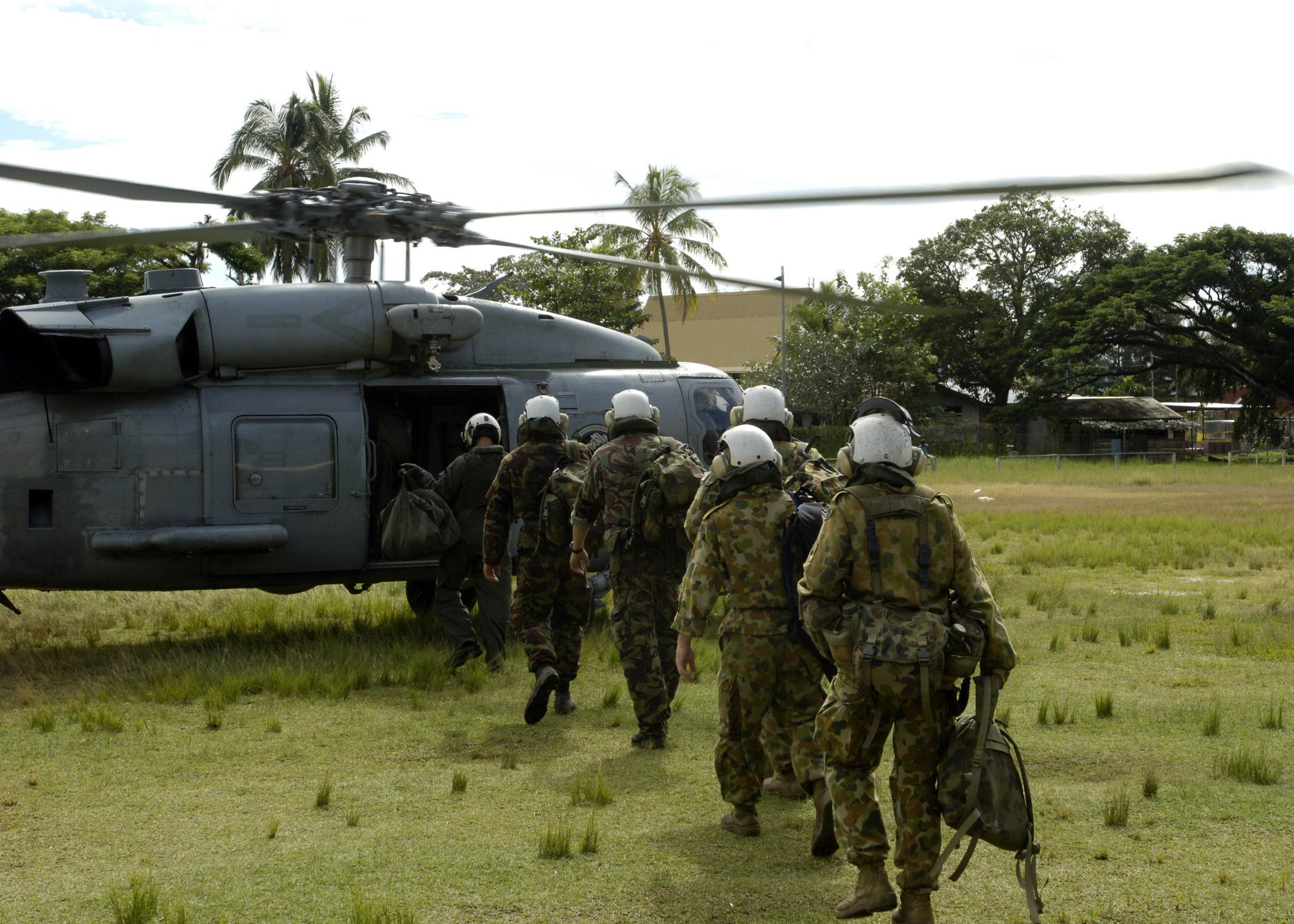
2007年，紐西蘭與澳大利亞軍方人員登上海鷹直升機，以所羅門群島區域援助團身分前往協助。

1946年，波利尼西亚人被授予法国公民身分，群岛的地位变为法国的海外领地。1957年，名称改为法属波利尼西亚。
20世纪，澳大利亚和新西兰成为英国的自治领。他们分别于1942年和1947年采用了威斯敏特法案，这个标志着他们拥有独立于英国的立法权。夏威夷于1959年成为美国的一个州。
斐济和汤加于1970年独立，此后一些其它国家也在20世纪70年代至80年代相继独立。南太平洋論壇創立與1971年，並於2000年改名為太平洋島國論壇。
布幹維爾島在地理上屬於所羅門群島，然而於政治上屬於新幾內亞。它在1975年試圖獨立失敗，並在1990年代早期發生內戰，之後獲得自治權。
1979年5月1日，在政治發展良好的情況下，美國認可馬歇爾群島的憲法與馬歇爾群島共和國的建立，該憲法整合美國與英國憲法的概念而成。
1852年，法屬玻里尼西亞獲得部分內部自治;1984,自治權進一步擴張。2004年，法屬玻里尼西亞成為海外自治領。
東帝汶於1975年宣布脫離葡萄牙獨立，然而2001年完全獨立前受到印尼入侵。
2001年和2007年之間，澳大利亞的《太平洋解決方案》將政策政治庇護者轉送到幾個太平洋島嶼，其中包括瑙魯拘留中心。2003年在請求協助後，澳洲、紐西蘭和其它國家參與了所羅門群島區域援助團。

## 自傳
- Collingridge, Vanessa. . Ebury Press. February 2003. ISBN 0-09-188898-0.

- Williams, Glyndwr. . London: The Folio Society. 1997.